# Выкса
Вы́кса — город (с 1934) в России, административный центр городского округа «город Выкса» Нижегородской области.
Население — 45 240 чел. (2021).

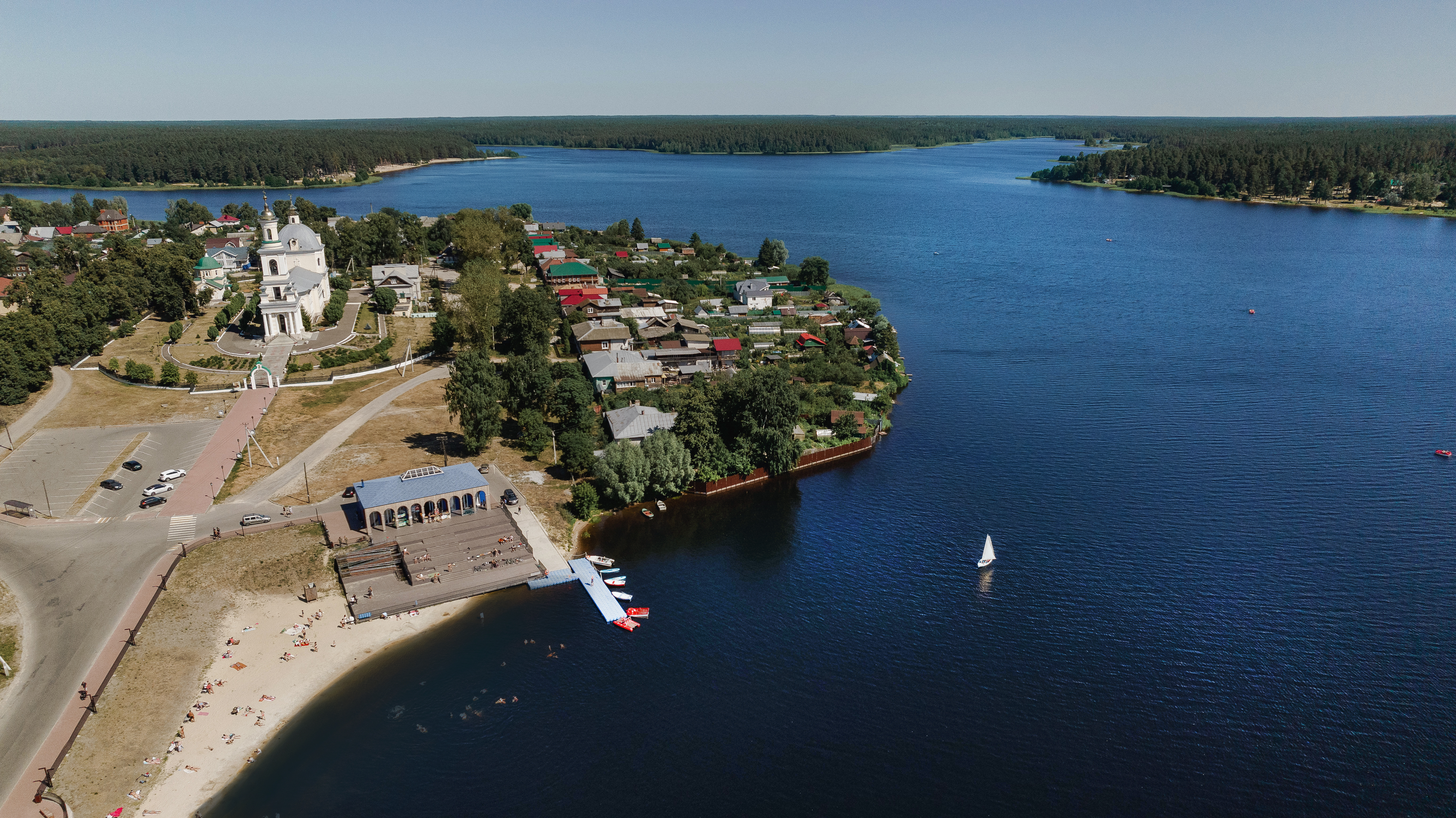
Верхний пруд

Город расположен недалеко от побережья Оки, в 28 км от железнодорожной станции в Навашине на магистральной железной дороге Москва — Екатеринбург, в 186 километрах от Нижнего Новгорода.

## География
Город расположен на юго-западе Нижегородской области в бассейне нижней Оки, на её притоке Железнице. Город находится в 10 км от пристани
«Досчатое» на реке Оке и соединяется железнодорожной веткой длиной 28 км со станцией «Навашино» на линии Муром — Арзамас. Вокруг города произрастают смешанные хвойно-широколиственные леса.

## Климат
Климат — умеренный континентальный. (Dfa) по классификации Кёппена.

## Название
Топоним Выкса происходит из финно-угорского языка (ср. фин. vuoksi со значением поток, течение.) Схожие названия, такие как Вёкса, Выксино (озеро, затопленное водами Рыбинского водохранилища) или Вуокса, встречаются во многих регионах, некогда заселённых финно-волжскими народами. По мнению А. К. Матвеева, эти названия происходят от формы *weksä со значением «озёрный сток», а название Выксы относится к т. н. нижнеклязьминской зоне топонимов, происходящих из муромского языка, близкого к мерянскому (ср. луговомар. икса «ручей между двумя озёрами»).

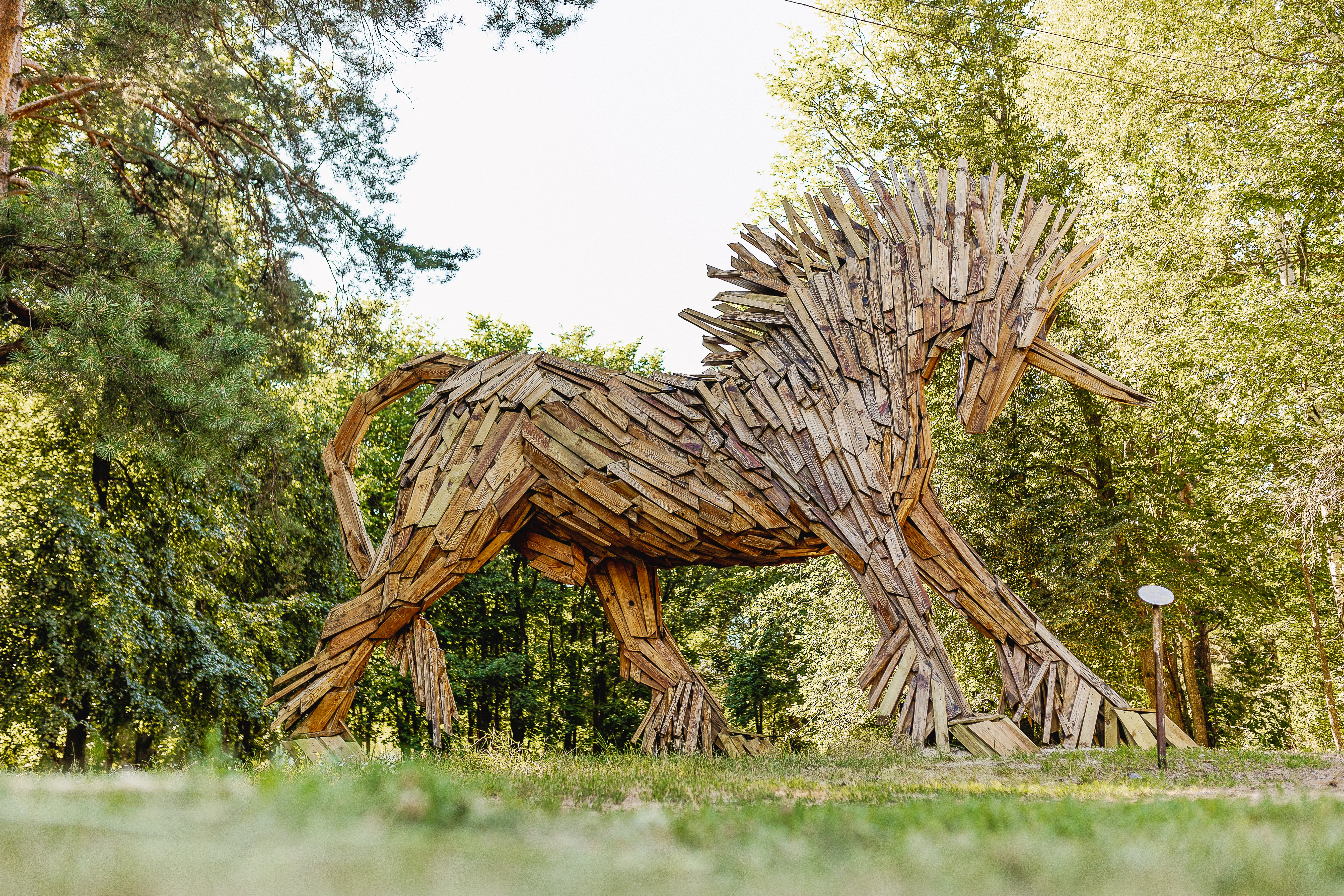
Скульптура Единорога в парке

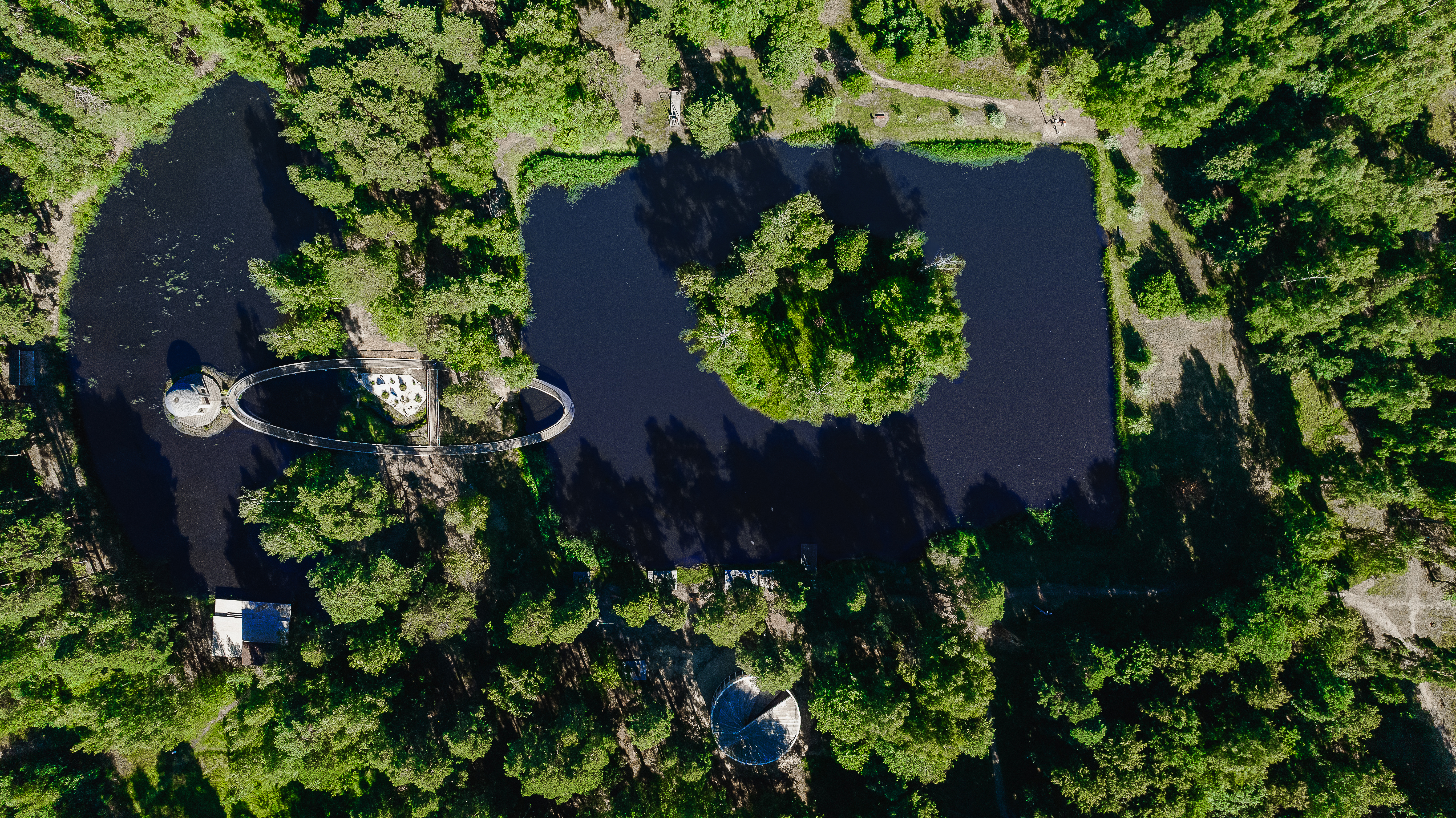
Ротонда в парке — вид сверху

## История

### До основания
До Х—XI веков на территории города и округа обитало финно-угорское племя мурома. С XII века территория входит в состав древнерусского Муромского княжества и начинает заселяться славянами.
Вторая волна заселения начинается в XVI веке после завоевания Иваном Грозным Казани. В это время в древней Рудне (посёлок городского типа Досчатое) возникает кустарная выплавка чугуна на основе местных железных руд.

### Основание
В 60-е годы XVIII столетия братьями Баташёвыми закладываются основы металлургии и металлообработки Выксы. В 1765 году они основали Выксунский железорудный завод. Братья Баташёвы — выходцы из мастеровых тульской оружейной слободы, имели под Тулой три железоделательных завода, доставшиеся им в наследство от отца. Но в 1754 году императрица Елизавета издала указ о закрытии всех заводов в радиусе 200 вёрст вокруг Москвы с целью предотвратить угрозу полного уничтожения лесов. Сенат внёс заводы Баташёвых в список подлежащих закрытию, братья стали искать новые места, пригодные для развития железного производства. Поиски свои они направили в Приокский рудный район, где имелись залежи богатой по содержанию железной руды, обилие лесов, наличие малых рек, близость Оки, которую они впоследствии использовали для транспортировки продукции.
Заводы с поселением было решено расположить на берегу реки Выксун (Выксунка), от которой произошло изначальное название села мастеровых крестьян — Вы́ксун, к 1859 г. упоминаемое также и как Вы́кса.
Развитию производства в бассейне Выксуна препятствовало то, что эта территория считалась землями новокрещённой мордвы, и для строительства здесь требовалось особое разрешение. В августе 1765 года Екатерина II преподнесла братьям царский подарок: спустя несколько дней после дня рождения Ивана Родионовича Баташева и чуть раньше его именин императрица подписала особый указ, разрешающий братьям осваивать берега Выксуна и Велетьмы.
Строительство нового Верхневыксунского доменного завода началось немедленно в 1765 г., а годом позже, в 1766 году, он выпустил почти 5 тыс. т чугуна — значительный по тем временам объём.

### XIX век
К началу XIX века Баташёвым принадлежали 15 металлургических и металлообрабатывающих предприятий и огромная территория в 300 тысяч десятин, богатая рудой и лесом, где проживали 25000 человек мастеровых и рабочих, приписанных к заводскому производству. Для работы заводских механизмов использовалась энергия воды, для чего были сооружены пруды. Эти водоёмы представляют собой уникальную искусственную водную систему, которая является памятником природы.

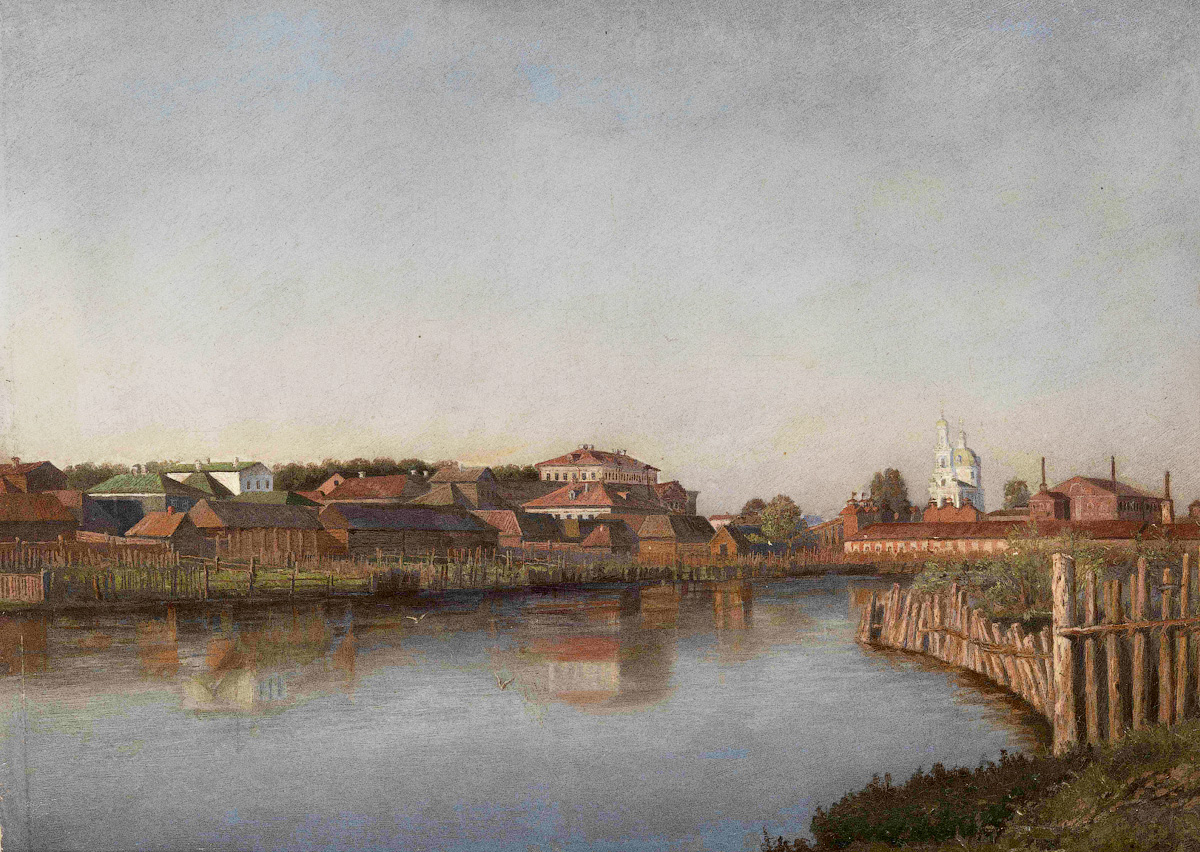
Иван Волков. Вид на Выксу. 1870—1880-е годы

К 30-м годам XIX века на территории Приокского металлургического района (Нижегородского Урала), центром которого являлась Выкса с окрестностями, выплавлялось около 30 % чугуна, производимого в Европейской части России. Время возникновения заводов совпало со временем ведения войн России с Турцией, Францией и Пруссией, созданием Черноморского флота. В связи с этим заводы получали заказы регулярно. Комплекс заводов Ардатовского уезда производил чугун, пушки, ядра и механизмы для текстильной промышленности, различные сорта железа, стальные топоры, косы, серпы, котлы и так далее. Успешная работа заводов на протяжении XVIII—XIX веков основывалась на прогрессивном опыте металлургической промышленности, важных технических усовершенствованиях. Так, в 1815 году мастеровые Сноведского завода Лукин и Ястребов построили паровую машину и внедрили её в производство. Затем освоили выпуск паровых машин для металлургического производства. В 1823 году был построен на Оке у устья Сноведи первый в России пароход, приводившийся в движение машинами, изготовленными на том же Сноведском заводе.
В 1859 г. Выкса была крупнейшим по численности населённым пунктом Ардатовского уезда (уездный город был значительно меньше) — и седьмым по численности населённым пунктом Нижегородской губернии (уступая лишь губернскому центру, Арзамасу, селу Павлово, Починкам, сёлам Богородскому и Лысково). Сноведский завод занимал восьмое место.
В конце XIX века выксунские предприятия первыми освоили метод второй плавки, чем положили начало созданию литейных производств, не зависящих от доменных заводов.

### Советская Россия
За годы советской власти была определена промышленная специализация Выксунского района, как одной из металлургических баз России.
К 1918 г. территории нынешнего городского округа входили в состав Ардатовского уезда Нижегородской губернии и Муромского и Меленковского уездов Владимирской губернии. В 1921 году был образован Выксунский уезд, который в 1929 году разделили на два района — Выксунский и Кулебакский. В 1934 году Выкса получила статус города.
20 октября 1933 года ВЦИК постановил: «Включить в черту рабочего посёлка Выкса селение Антоповку Выксунского района».
В настоящее время Выкса является промышленным городом Нижегородской области.
В 2011 году Законами Нижегородской области Выксунский муниципальный район с входящими в него муниципальными образованиями был преобразован в муниципальное образование городской округ город Выкса.

## Символика

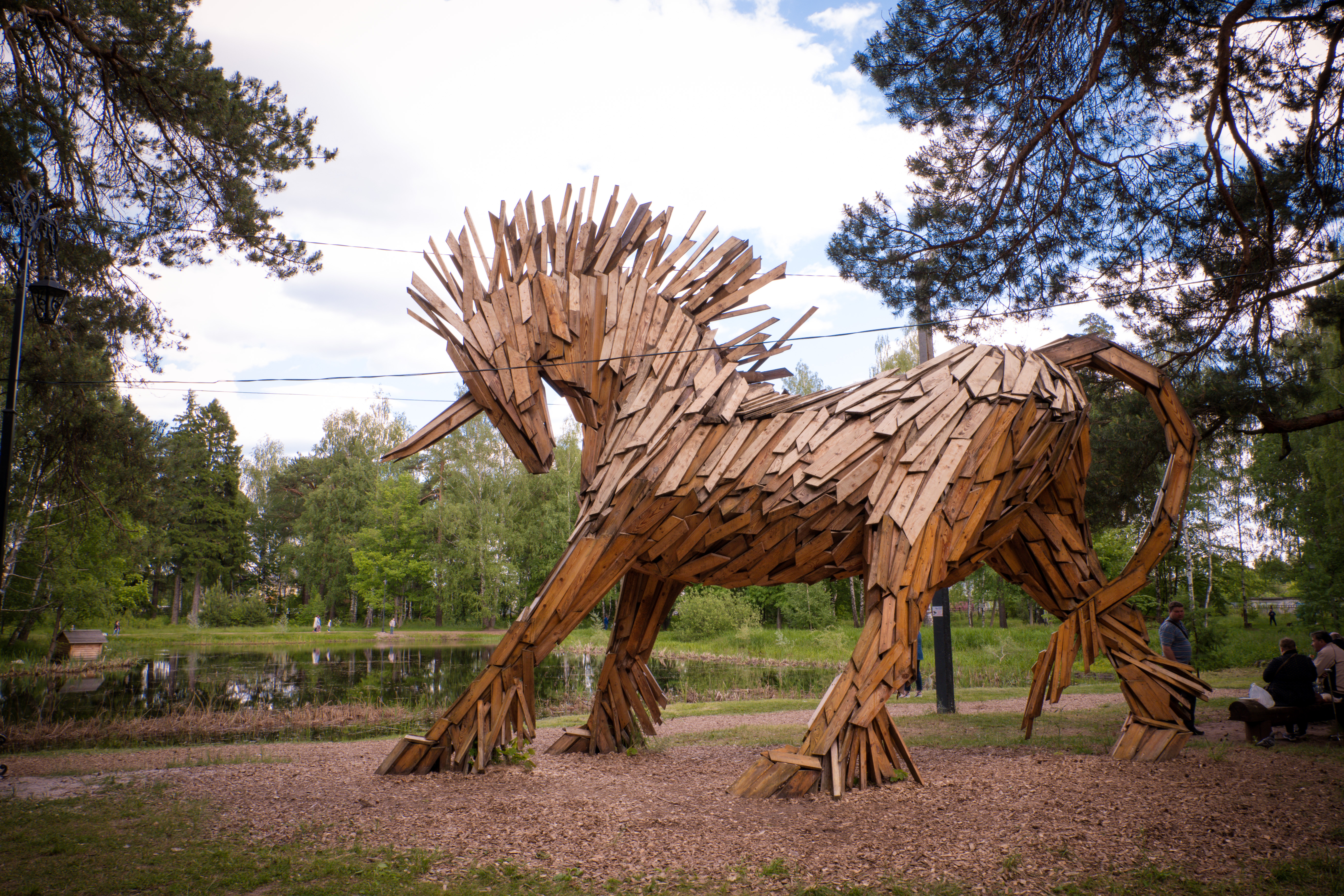
Деревянная скульптура единорога — официального символа города. Городской парк КиО

Официальные символы Выксы — герб и флаг были приняты 28 февраля 2017 года. Композиция герба являет собой четырёхчастный (червлёный, зелёный, лазоревый и червлёный) французский геральдический щит с восстающим серебряным единорогом. Внесён в Государственный геральдический регистр под номером 11362. Флаг представляет собой прямоугольное двухстороннее полотнище с отношением ширины к длине 2:3, составленное из четырёх равных прямоугольных частей, вверху — красного и зелёного цвета, внизу — голубого и красного цвета. В центре полотнища воспроизведена фигура белого единорога из герба города.
Символика отражает местные особенности, связанные с историей развития металлургической промышленности в Выксе. Серебряный единорог, являющийся также родовым гербом основателей выксунских заводов братьев Баташовых, символизирует единство, духовную власть и благородство. Каждая часть четырёхчастного щита тоже несёт определённую значение: червлень (красный цвет) — цвет раскаленного металла, символически отражает роль металлургии в становлении и развитии города, символизирует труд, мужество, жизнеутверждающую силу, красоту, праздник; зелёный цвет — символ природы города, окружающих его лесов и полей, городских парков, символизирует жизнь, процветание, стабильность, надежду; лазурь — цвет, символизирующий водные пространства, аллегорически отражает происхождение наименования «Выкса». Является символом истины, чести и добродетели, чистого неба.

## Население
| 1795    | 1834    | 1857    | 1859    | 1897    | 1931    | 1939    | 1959    | 1967    | 1970    | 1979    |
| ------- | ------- | ------- | ------- | ------- | ------- | ------- | ------- | ------- | ------- | ------- |
| 1900    | ↗5190   | ↗6087   | ↘5384   | ↗8200   | ↗15 500 | ↗26 500 | ↗40 275 | ↗43 000 | ↗46 371 | ↗53 685 |
| 1982    | 1986    | 1987    | 1989    | 1992    | 1996    | 1998    | 1999    | 2000    | 2001    | 2002    |
| ↗57 000 | ↗59 000 | ↗60 000 | ↗61 149 | ↗62 700 | ↗63 400 | →63 400 | ↘63 200 | ↘62 800 | ↘62 200 | ↘61 657 |
| 2003    | 2005    | 2006    | 2007    | 2008    | 2009    | 2010    | 2011    | 2012    | 2013    | 2014    |
| ↗61 700 | ↘59 600 | ↘58 600 | ↘57 900 | ↘57 213 | ↘56 529 | ↘56 201 | ↘56 092 | ↘55 486 | ↘54 784 | ↘54 163 |
| 2015    | 2016    | 2017    | 2018    | 2019    | 2020    | 2021    |         |         |         |         |
| ↘53 628 | ↘53 477 | ↘53 406 | ↘53 219 | ↘52 822 | ↗53 010 | ↘45 240 |         |         |         |         |

На 1 января 2025 года по численности населения город находился на 346-м месте из 1124 городов Российской Федерации.

## Промышленность

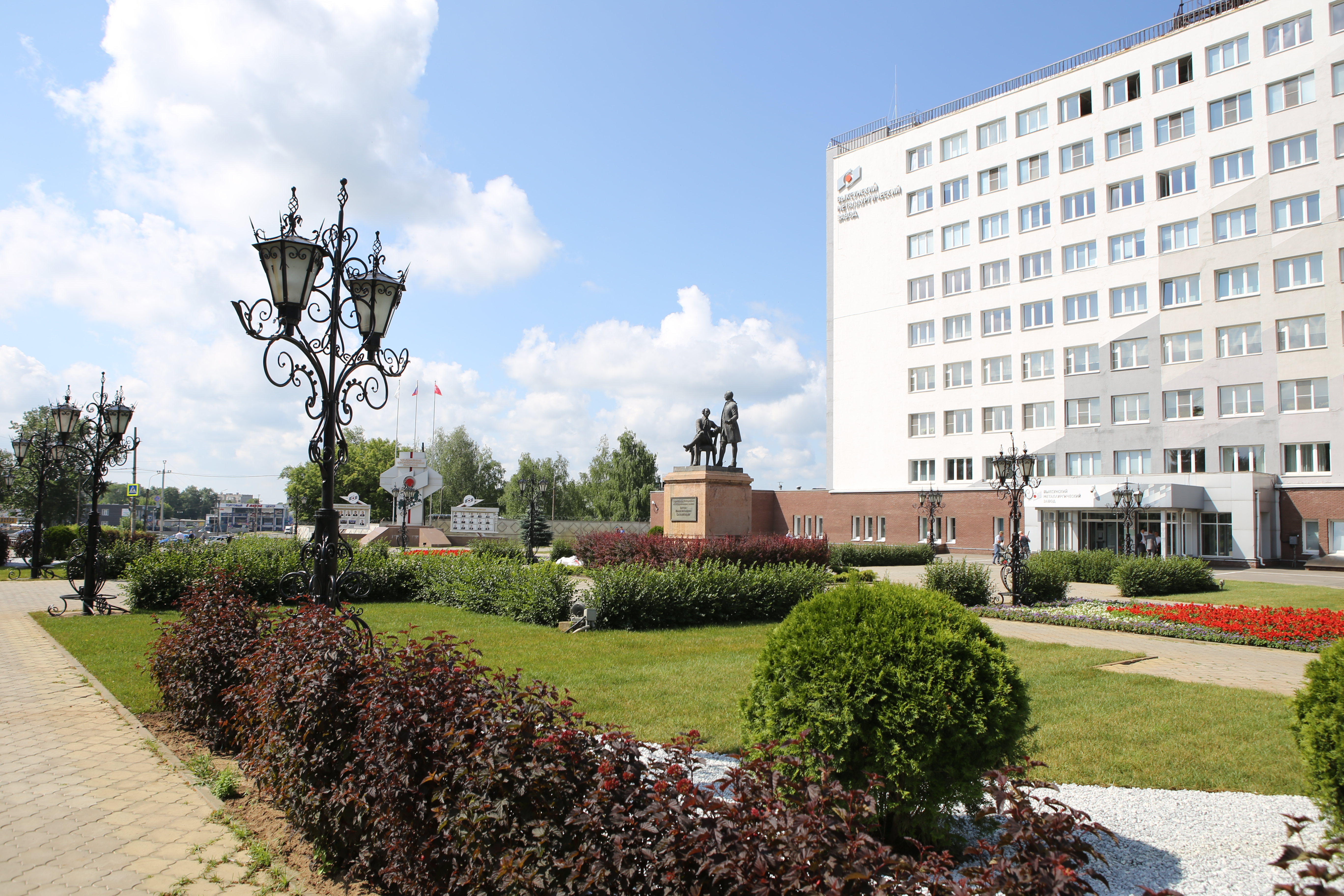
Административное здание выксунского завода ОМК

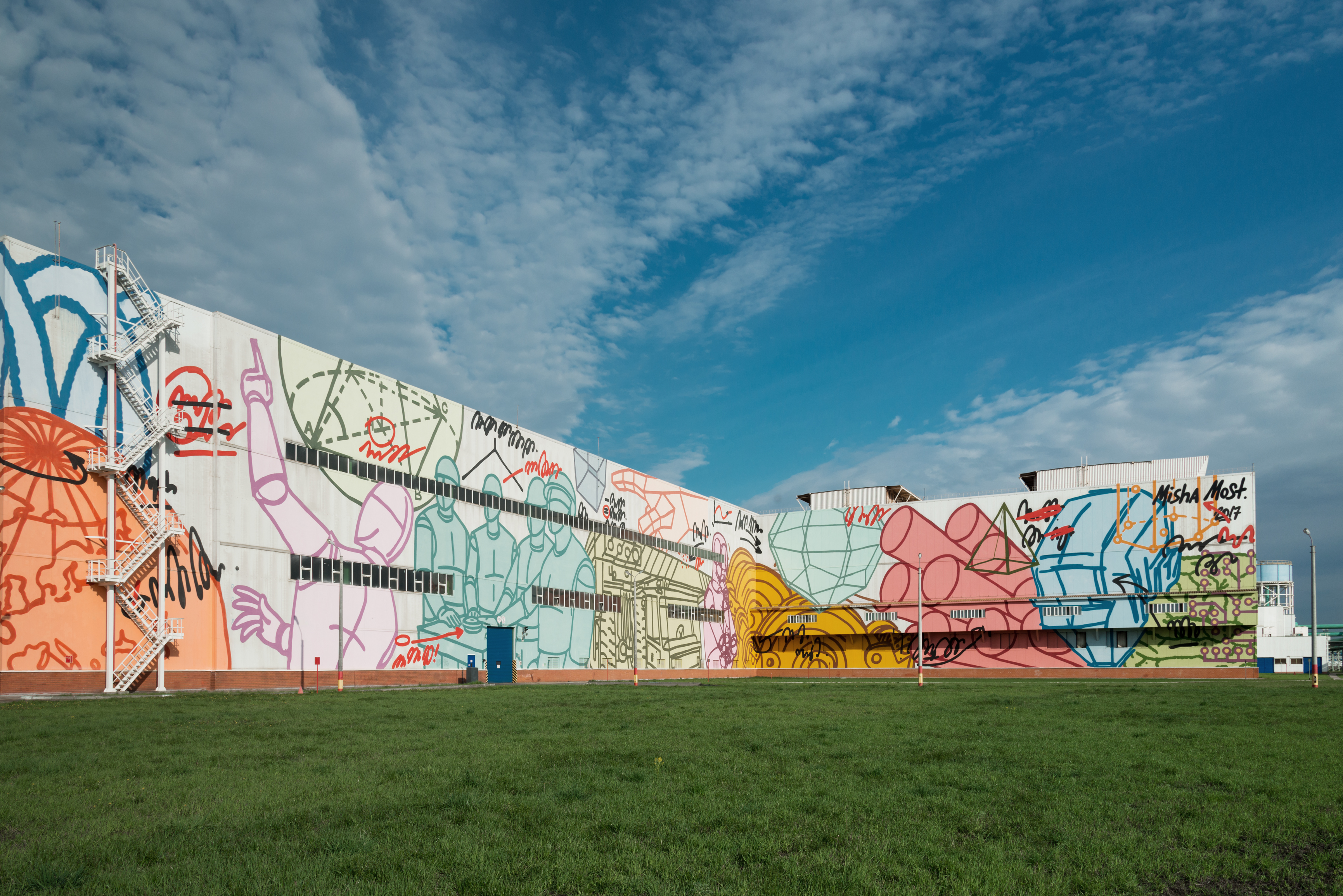
Мурал «Эволюция-2» Миши Most на стене МКС-5000 выксунского завода ОМК

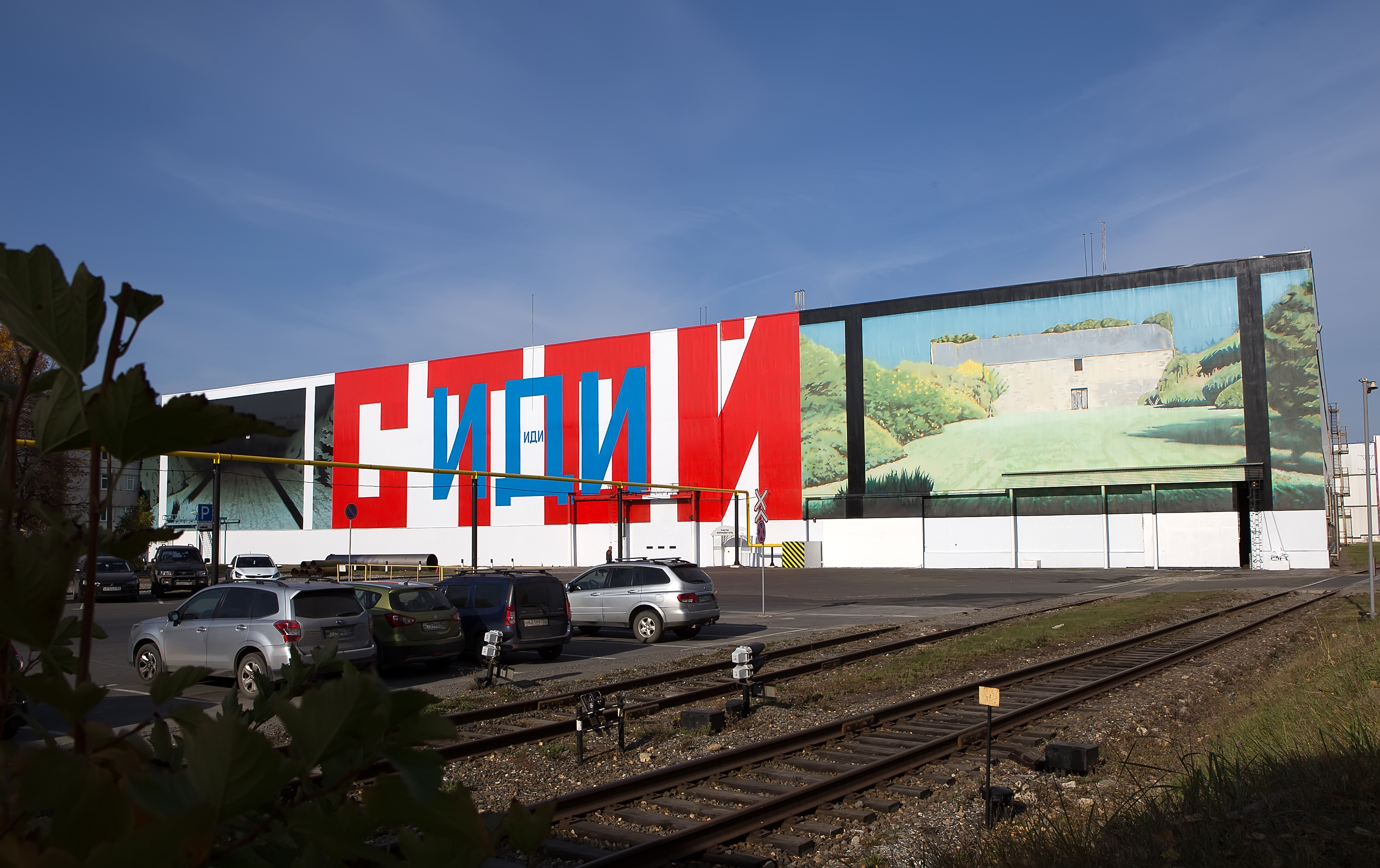
Мурал «Стой-иди» Эрика Булатова на фасаде цеха выксунского завода ОМК

Основу промышленности Выксы составляет металлургическое производство — Выксунский металлургический завод (ВМЗ), являющийся градообразующим предприятием. Данный завод поставлял трубы большого диаметра для газопровода «Северный поток» — порядка 45—50 % от общего количества. Предприятие является партнёром ОАО «РЖД» по поставке современных, более долговечных колёс для подвижного состава. Завод является основным налогоплательщиком города.
Кроме него, в городе действует ряд заводов:
- «Дробмаш» — производство дробильной техники.
- «ЖБК» — производство железобетонных конструкций и другие (в настоящее время завод не функционирует, заброшен).
- Военно-промышленная компания — Завод корпусов — производство бронекорпусов для таких машин, как «Тигр», «БТР», «Тайфун».

В целом объём производства, равно как и общее состояние производственных мощностей, был существенно снижен в 1990-е годы. Начиная с 2000-х годов начался процесс восстановления производства, но лишь частично.
Объём отгруженных товаров собственного производства, выполнено работ и услуг собственными силами по обрабатывающим производствам за 2010 год 135,53 млрд рублей.
По итогам 2018 года моногород Выкса вошёл в ТОП-10 лидеров ежегодного рейтинга моногородов. Рейтинг комплексно оценивает активность и эффективность работы органов местного самоуправления, уровень развития МСП, городской экономики и городской среды. Ежегодный рейтинг моногородов впервые сформирован в рамках реализации мероприятий программы «Комплексное развитие моногородов» (2016—2018 гг.). Руководитель приоритетной программы — Ирина Макиева (с августа 2018 года — генеральный директор Фонда развития моногородов (МОНОГОРОДА.РФ).

## Транспорт

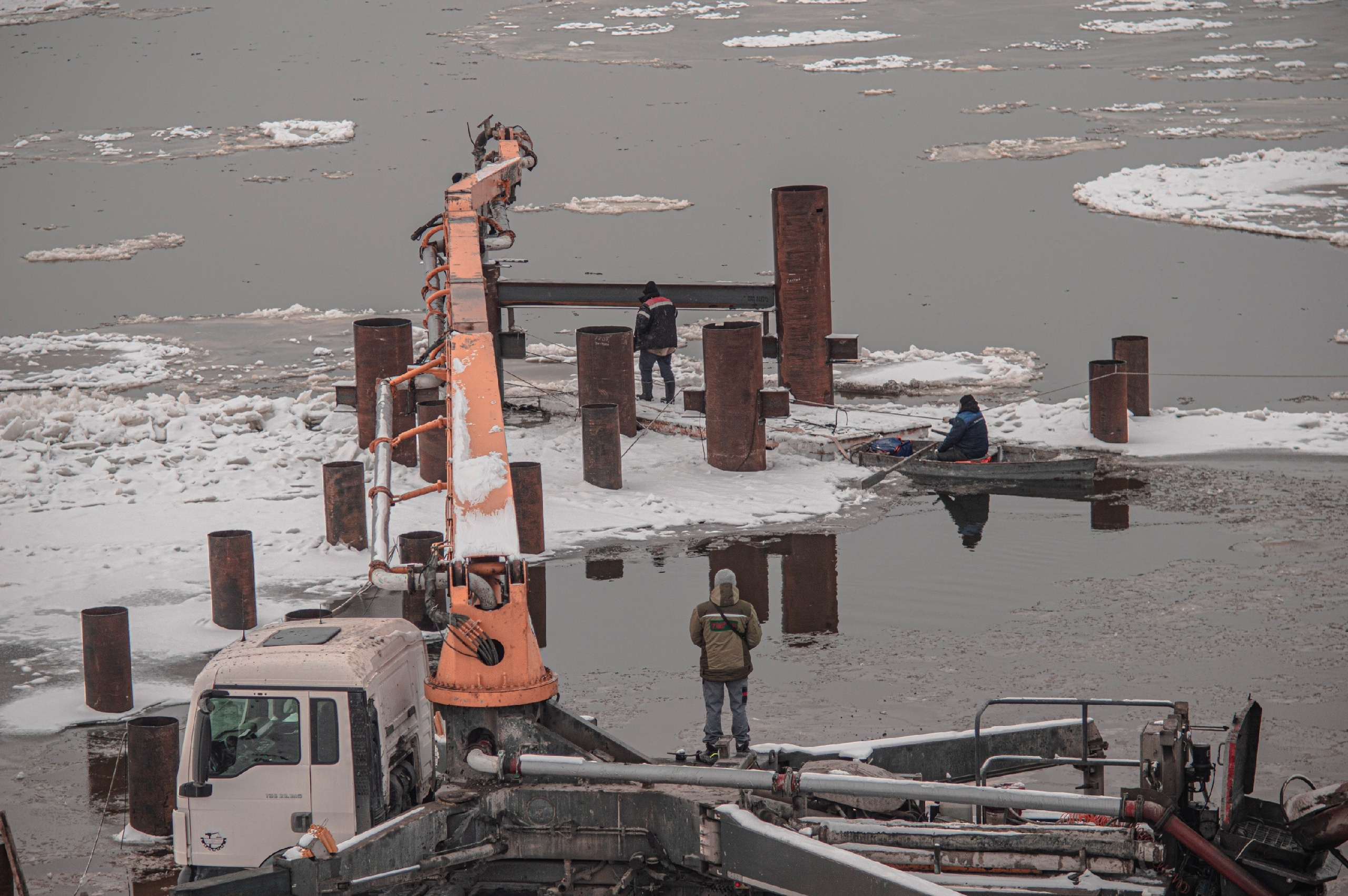
Процесс стройки причала в Шиморском

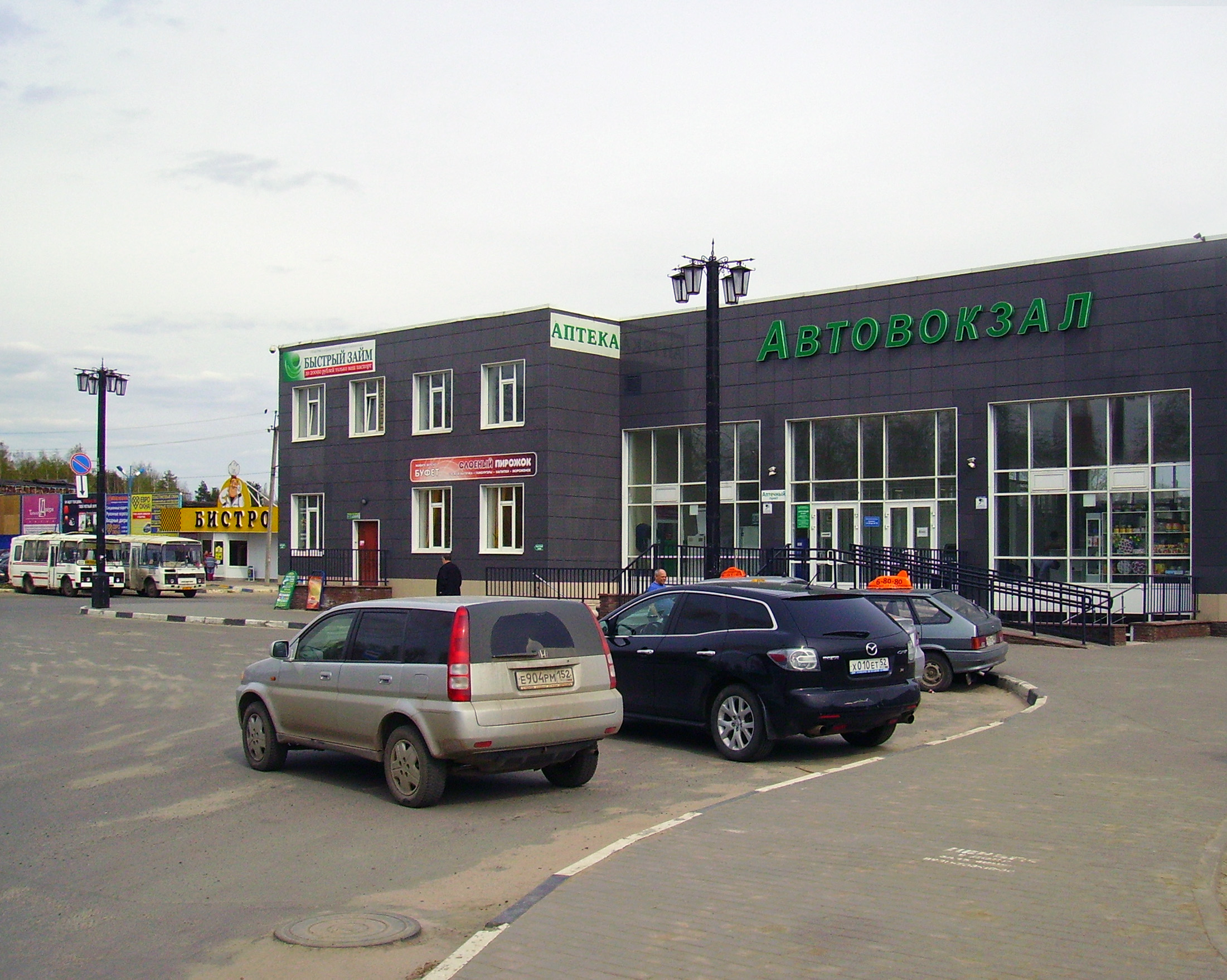
Автовокзал в г. Выкса

В черте города насчитывается 8 грузовых железнодорожных станций, крупнейшая из них — станция Выкса-Промышленная, расположенная на северной окраине. В городе имеется локомотивное депо. Пассажирских перевозок нет. Ближайшая пассажирская станция Навашино находится в 28 километрах от города.
С конца XIX века до 2004 года Выкса была начальным пунктом крупной узкоколейной железной дороги, которая вела в юго-восточном направлении. До 2001 года на ней было регулярное пассажирское движение. Узкоколейная железная дорога полностью разобрана, хотя и по сей день можно найти её остатки почти полностью скрытые растительностью.
В Выксе имелся аэропорт, который до начала 1990-х годов принимал пассажирские рейсы местных воздушных линий, с начала 1990-х годов регулярных авиаперевозок нет.
В нескольких километрах от города, в посёлке Досчатом находится пристань на реке Оке. Начато строительство причала в Шиморском, который стыкуется с набережной на р. Ока. Благодаря причалу, Выкса будет включена в маршруты речных круизов, и туристы смогут прибыть по водному пути.
Единственный вид пассажирского городского и междугородного транспорта — автобусы либо такси.

## Религия
Население города преимущественно исповедует православие. С 15 марта 2012 года Выкса является центром Выксунской епархии в составе Нижегородской митрополии.
В городе имеется пять храмов, несколько часовен и Выксунский Иверский монастырь — один из центров православного паломничества в Нижегородской области. При монастыре действует духовное училище.

## Достопримечательности

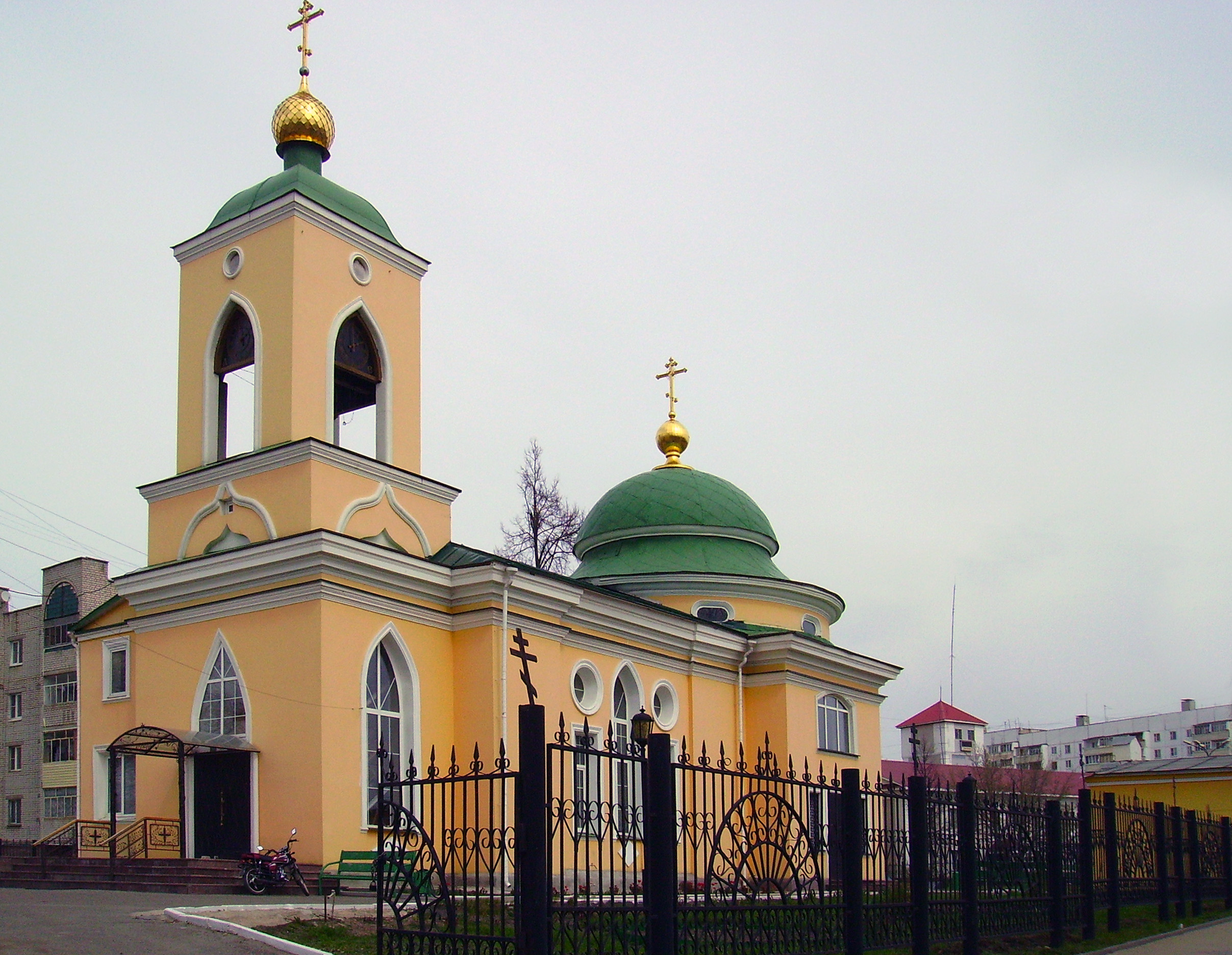
Церковь Иоанна Богослова (Рождества Пресвятой Богородицы)

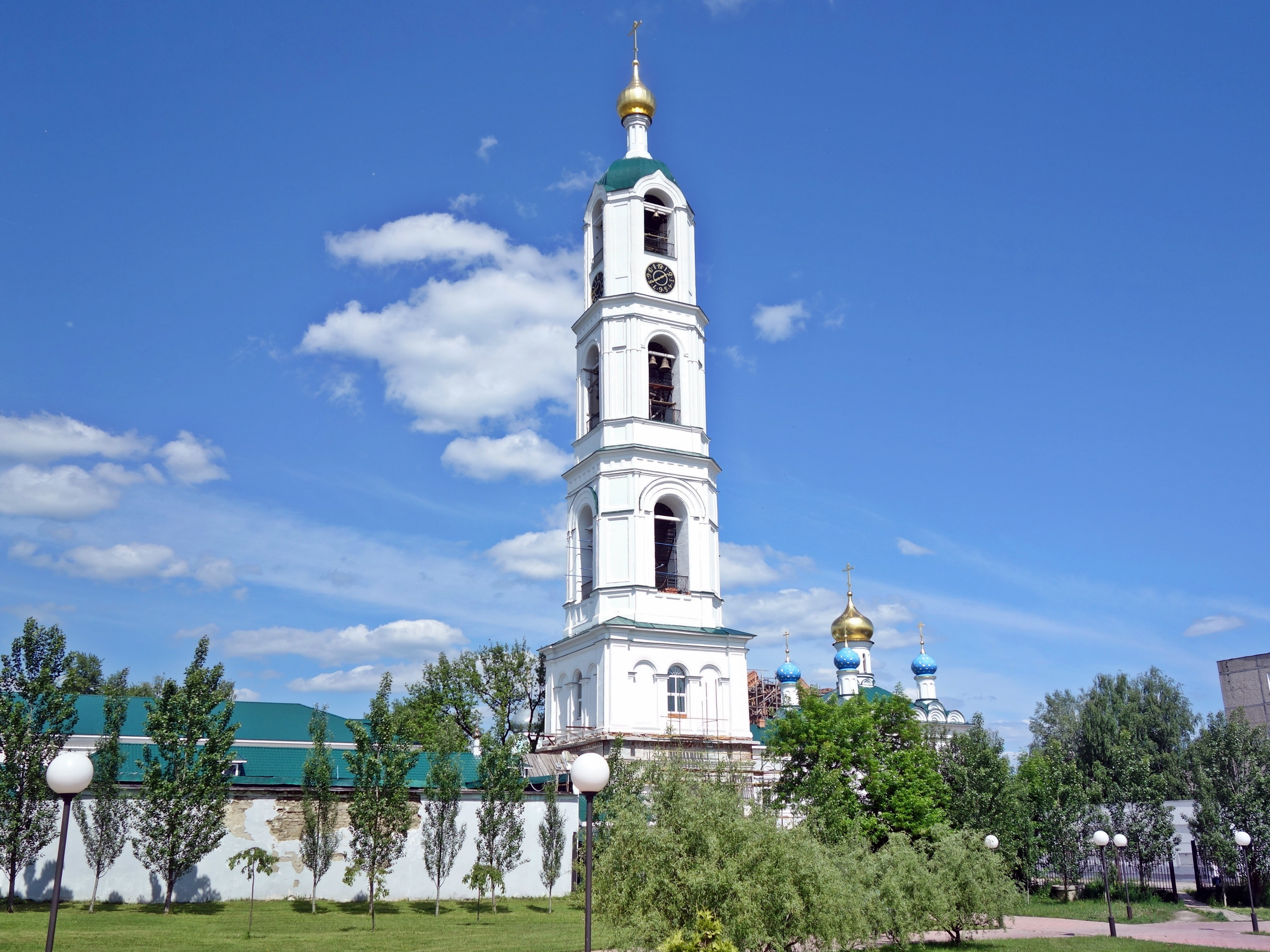
Иверский монастырь

В самом центре Выксы расположен старинный парк во французско-английском стиле, по образцу известных европейских парков в Версале, Летнего сада в Петербурге, парков Петергофа. Композиционная ось парка — главная липовая аллея — на юге заканчивается домом-дворцом Баташевых (1760—1770 гг.). Позже дом Баташевых стал музеем, где экспонируются редкие вещи из коллекции братьев. В музее есть специальные комнаты, полностью посвящённые истории металлургического завода..

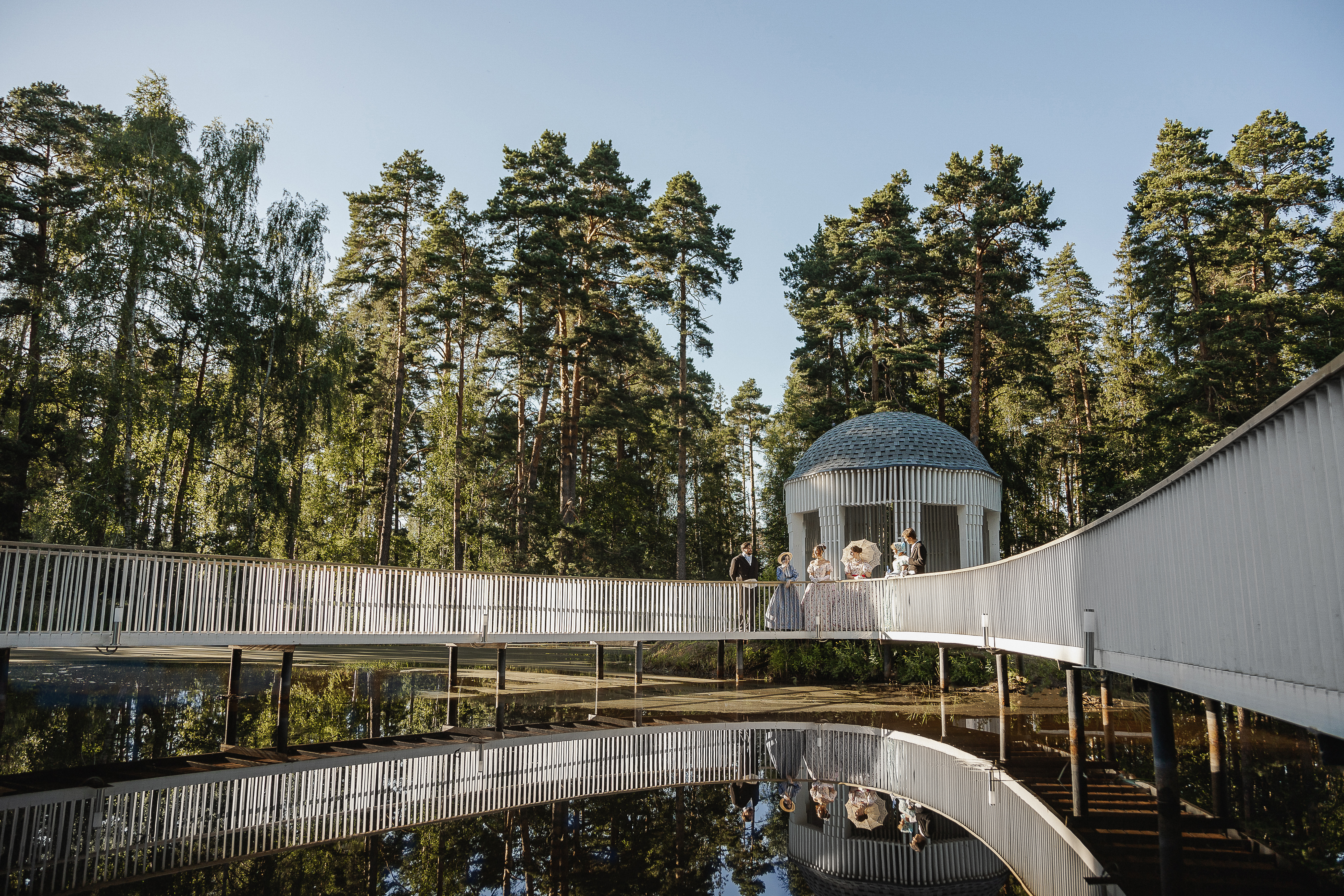
Ротонда в городском парке

В 2002 году, во время празднования 245-летия Выксунского завода, на площади перед инженерно-административным корпусом ВМЗ был открыт памятник Братьям Баташевым — бюсты работы скульптора Вячеслава Клыкова.
В 2004 году Выксу выбрал режиссёр Александр Митта для своего многосерийного фильма «Лебединый рай»
С 2011 года в Выксе проходит ежегодный фестиваль новой культуры «ART OVRAG», на который приезжают российские и зарубежные современные танцоры, художники, скульпторы, музыканты, спортсмены.

## Известные люди
Семья Скотти

Обрусевшая семья итальянцев Скотти подарила России двух крупных знаменитостей — живописца Михаила Скотти и певца — солиста Ивана Скотти. Их творчество оставило яркий след в истории Выксы и России. А начиналось всё так. Выксунские заводчики пригласили юношей Скотти к себе в Выксу. Ивана устроили в труппу театра, а Михаил после окончания Академии художеств стал известным художником. Он подарил городу много замечательных живописных полотен, а также икону Спасителя для церкви Рождества Христова.

- Михаил Скотти — художник, выпускник, впоследствии — профессор Московского училища живописи, ваяния и зодчества (у него учился К. Е. Маковский[52]), академик Императорской Академии художеств. Сын Дж. Б. Скотти.

М. И. Скотти связан с Выксой через хозяев Выксунских металлургических заводов Шепелевых. И. Д. Шепелев (сын Д. Д. Шепелева) принимал деятельное участие в судьбе братьев Михаила и Ивана Скотти. Вот что писал 9 марта 1843 года М. И. Скотти И. Д. Шепелеву в Выксу из Рима:
"Письмо Ваше от первого января, почтеннейший и добрейший Иван Дмитриевич, принесло мне радость великую и настроило меня даже повеселиться в карнавале (увы, может быть, в последний раз).
Из письма Вашего я вижу, что Вы не переменились, не сердитесь на меня и верите данному моему слову возвратиться на Выксу. По приезде буду Вам работать, что прикажете и сколько позволят мои способности. <…>
Художник перемежает текст рисунками, рассказывает о карнавале, об оперных спектаклях, на которых побывал. «Балеты надо смотреть в Петербурге, а не в Риме». М. Скотти благодарит Ивана Дмитриевича за поддержку брата Ивана, который «оправдывает Ваше к нему расположение успехами в пении», капельмейстера Выксунского театра Н. Я. Афанасьева и князей Е. Д. и Л. Г. Голицыных «за ласки»…

- Иван Скотти — актёр, певец. Принимал участие в судьбе художника Н. В. Неврева[54].

Пелагея Стрепетова

Управляющим в имении Шепелевых был крепостной Иван Кочетов. У него были три дочери — Мария, Елизавета и Любовь, одарённые природой талантами и красотой. Девушки выучились грамоте в барской школе и стали артистами театра Шепелевых: Люба — балериной, Лиза — певицей, Маша — драматической актрисой.
Елизавета Кочетова-Стрепетова с мужем Антипом — добрым и трудолюбивым человеком, — воспитала кроме своих четверых детей пятого ребёнка: подкидыша-девочку. Она выросла и стала знаменитой русской трагической актрисой Пелагеей Стрепетовой, на спектаклях которой волновались и плакали И. С. Тургенев, П. И. Чайковский, В. В. Стасов и другие корифеи русской культуры. А. Н. Островский, преклонявшийся перед талантом Стрепетовой, написал для неё пьесу «Без вины виноватые».

Алексей Максимович Горностаев
Жил в Выксе с рождения до 14 лет.

Даровитый род Горностаевых в XIX веке дал России пятерых зодчих, четверо из которых стали академиками. Отец семейства — Максим Перфильевич — самородок, сумевший талантами и трудолюбием дослужиться от крепостного мастерового до главного управляющего Выксунских металлургических заводов И. Р. Баташева. За «неусыпные труды» он получил от Баташева вольную для всей своей семьи — жены, троих сыновей, дочерей, но рано умер (1809), оставив домочадцев на попечении старшего сына. Младшему — Алексею — было всего несколько месяцев.

Дальнейшее воспитание он получил в семье отставного генерала Д. Д. Шепелева, владельца Выксунского завода, зятя И. Р. Баташева:

Родился и вырос на Выксунских заводах, в семье Д. Д. Шепелева. Его необыкновенно талантливые рисунки попались на глаза гостившему у Шепелева историку Свиньину, который и убедил воспитателей Горностаева в необходимости дать мальчику художественное образование.

В 1822 был отправлен на обучение в Москву к Д. Жилярди, давнему другу семьи Баташевых-Шепелевых: известно, что именно Доменико Жилярди перестраивал знаменитый Дворец Баташева (в Москве, на Швивой горке), данный им в приданое любимой внучке Дарьюшке, ставшей Шепелевой.
В 1826 году Горностаевы переехали в Петербург.
Николай Яковлевич Афанасьев
Русский скрипач, композитор, дирижёр, пять лет служил в Выксе дирижёром и капельмейстером крепостного театра. Его воспоминания о жизни в городе опубликованы в журнале «Исторический вестник» (С-Пб, 1890).
Владимир Шухов

Но самый знаменитый след в истории завода оставил, без сомнения, русский архитектор-конструктивист и изобретатель В. Г. Шухов. Будущий автор башни на Шаболовке построил в 1898 г. в Выксе башню водонапорную. Бак этой башни держало стальное основание в форме гиперболоида, составленного как сетка прямолинейных стержней. Именно эта водонапорка стала прообразом знаменитой шуховской конструкции — символа советского телевидения 1940—1970-х гг.

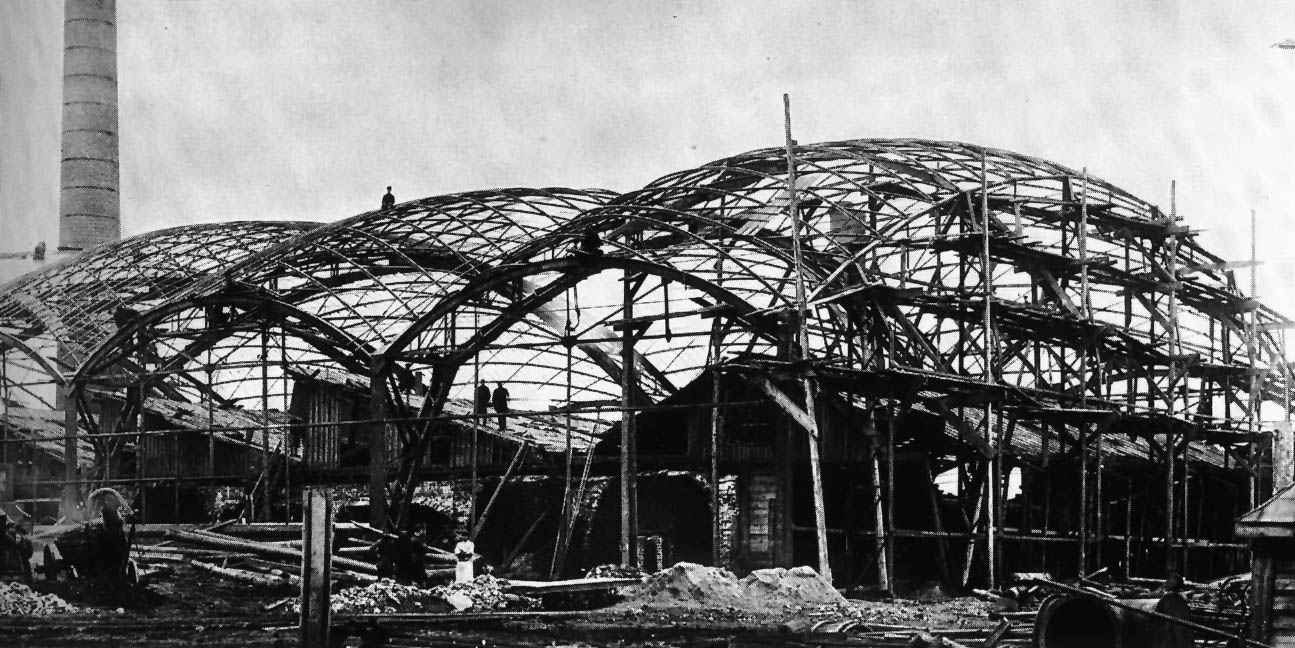
Строительство цеха с шуховскими сетчатыми перекрытиями

На Выксунском металлургическом заводе находятся уникальные памятники промышленной архитектуры и технического искусства, построенные русским инженером Владимиром Григорьевичем Шуховым в конце XIX века. Это цех с первыми в мире парусообразными стальными сетчатыми оболочками покрытия двоякой кривизны и одна из первых в мире гиперболоидных конструкций — стальная ажурная сетчатая гиперболоидная башня.
Парусообразные перекрытия цеха — единственные сохранившиеся в России стальные сетчатые перекрытия-оболочки из более тридцати, возведённых по проектам В. Г. Шухова.

## Образование
- Филиал Московского института стали и сплавов (образован 5 марта 2004 года)[58].
- Выксунский филиал Нижегородского госуниверситета им. Н. И. Лобачевского создан в 2006 году. Лицензирован в апреле 2007 года.
- Выксунский металлургический колледж им. А. А. Козерадского

## Средства массовой информации
- «Свежая газета» (выходит с 2005 года);
- «Газета Выкса. Ру» (выходит с 2006 года);
- «Бизнес плюс» (выходит с 2011 года);
- «Выксунский рабочий» (выходит с 1920 года);
- группа изданий «Красные Зори»: газета «Улица Красные Зори» (выходит с 2008 года), журнал «Красные Зори» (выходит с 2007 года), газета «Зорька» (выходит с 2013 года);

## Города-побратимы
Жлобин, Беларусь
 Менделеевск, Россия

## Галерея

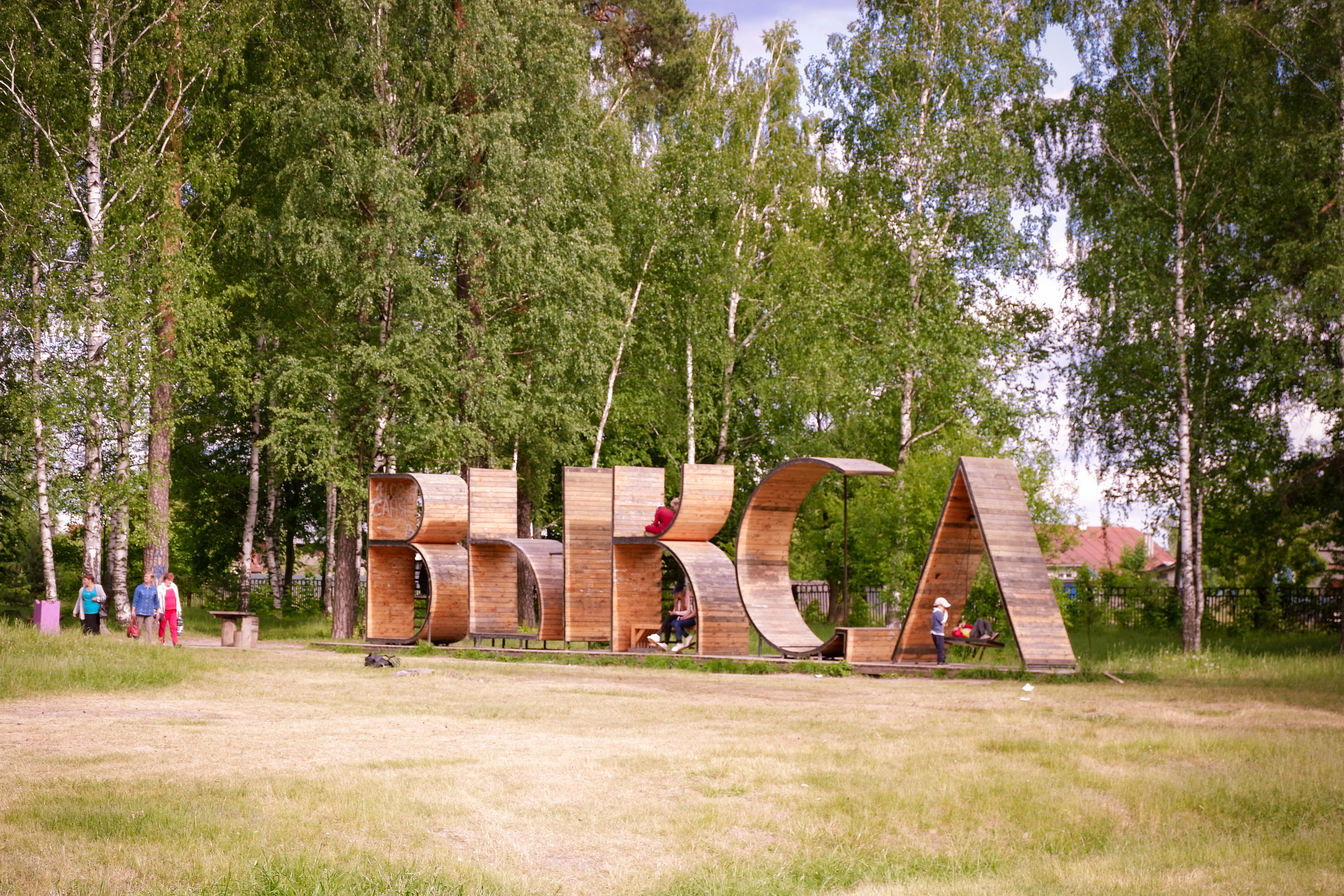
Арт-объект «Выкса»
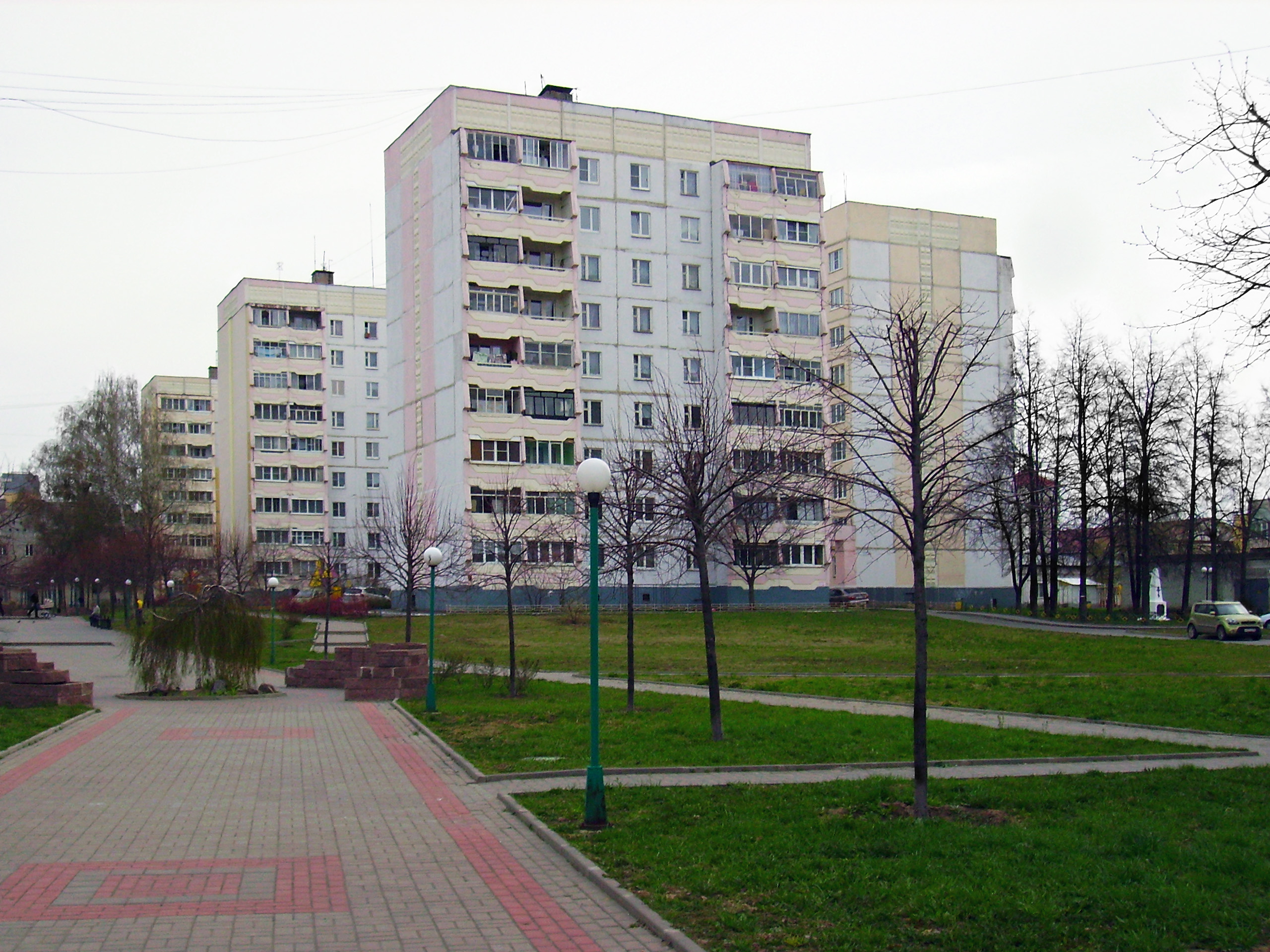
Аллея металлургов
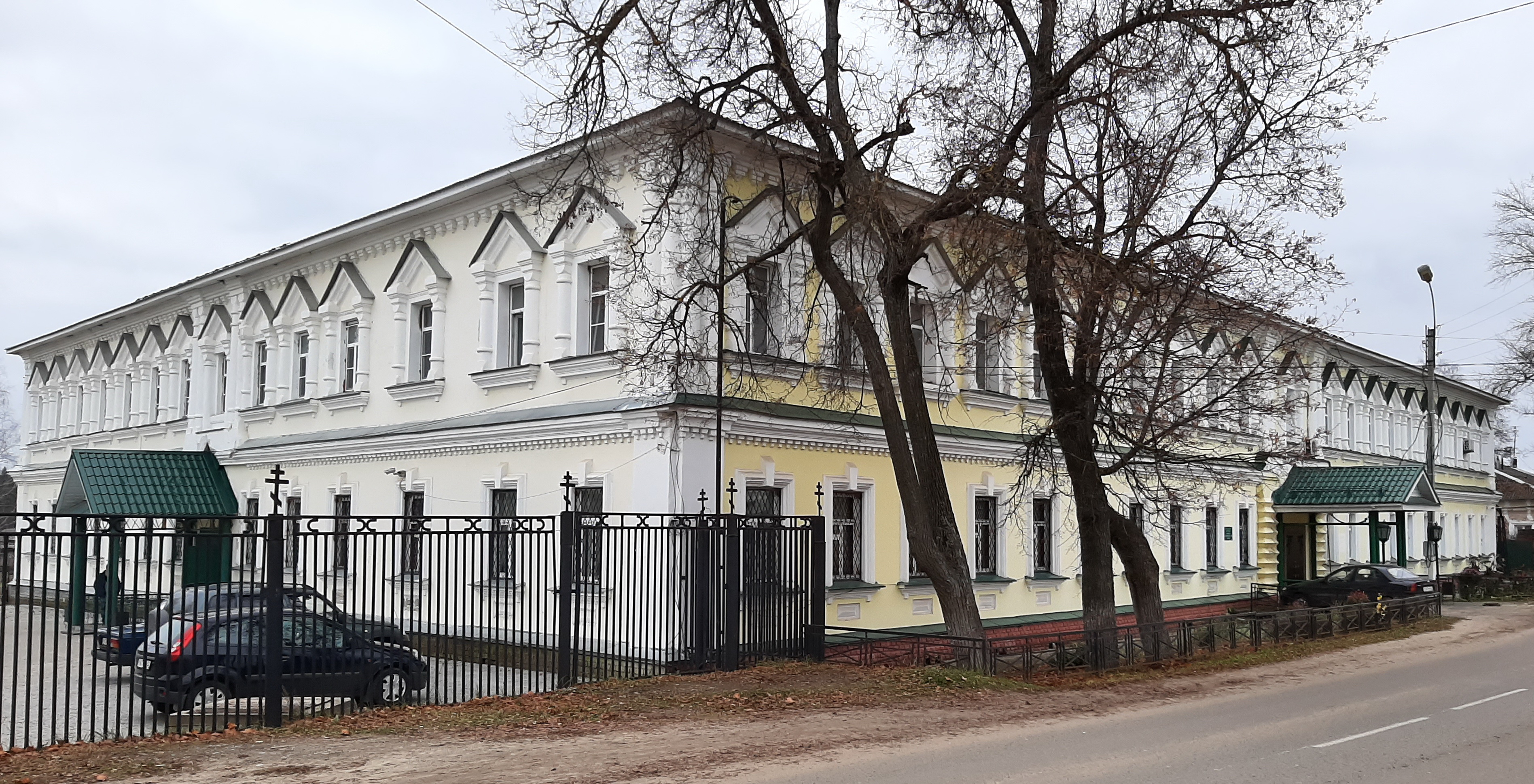
Купеческая гостиница
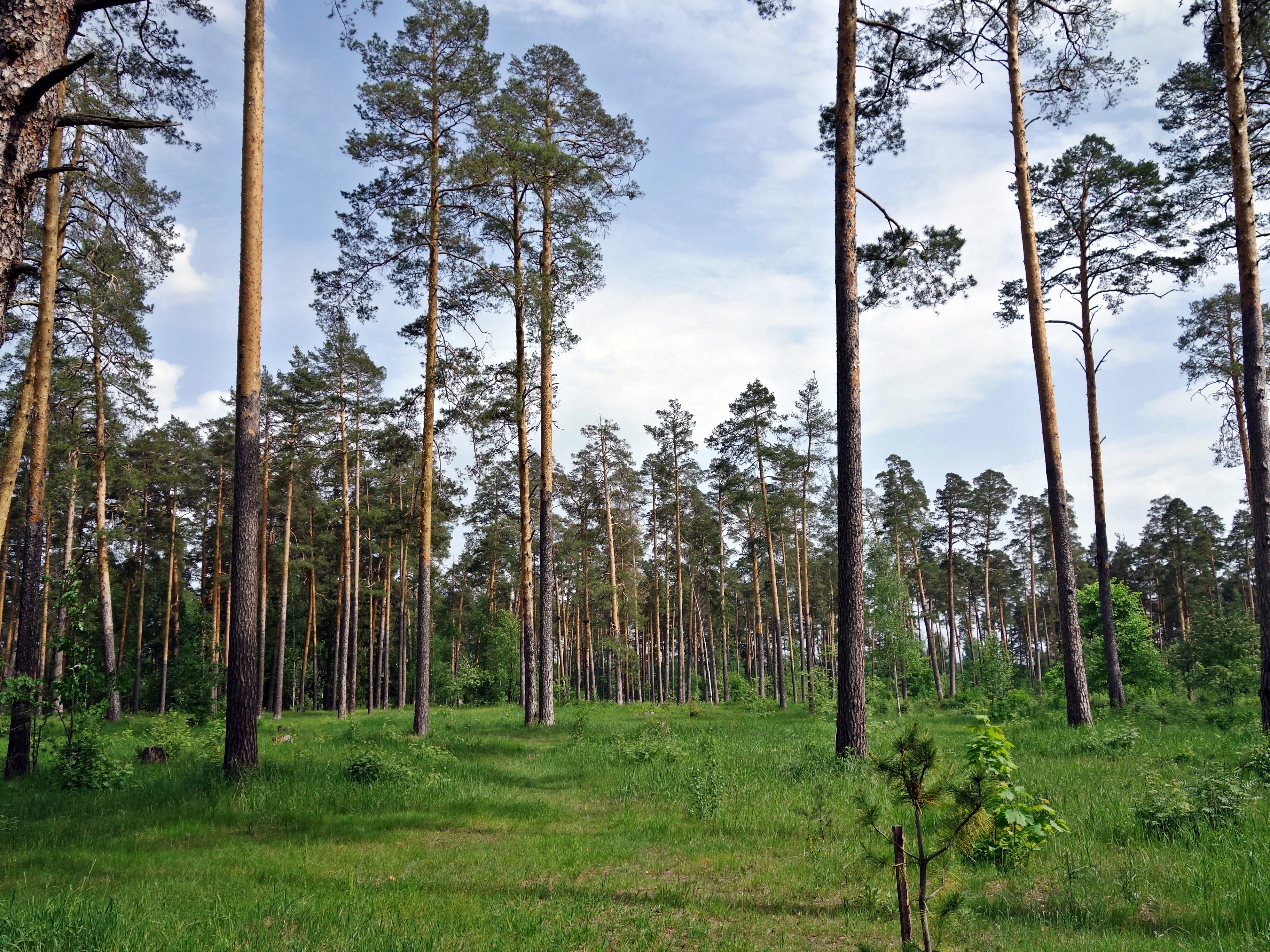
Парк культуры и отдыха
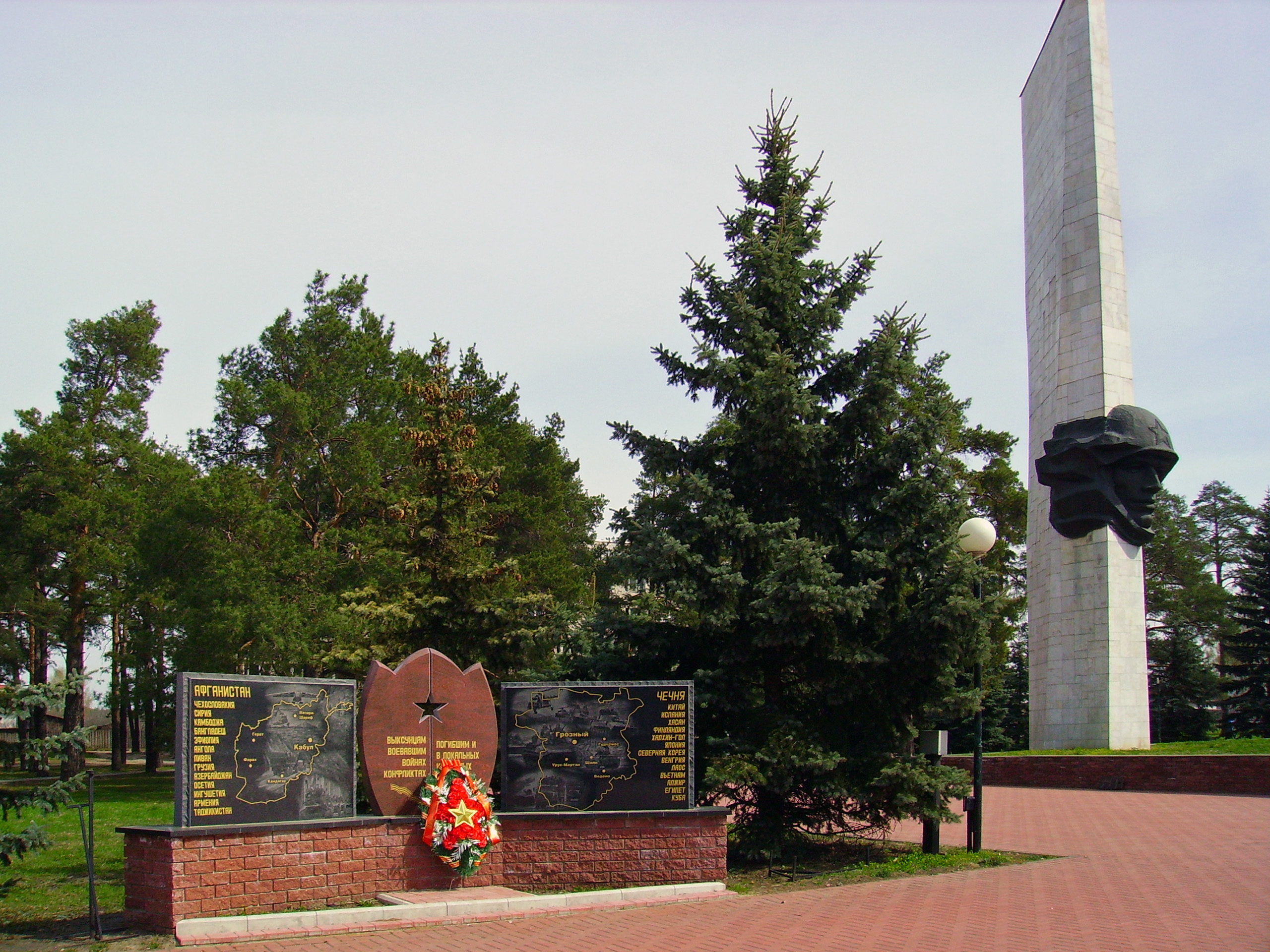
Монумент погибшим солдатам
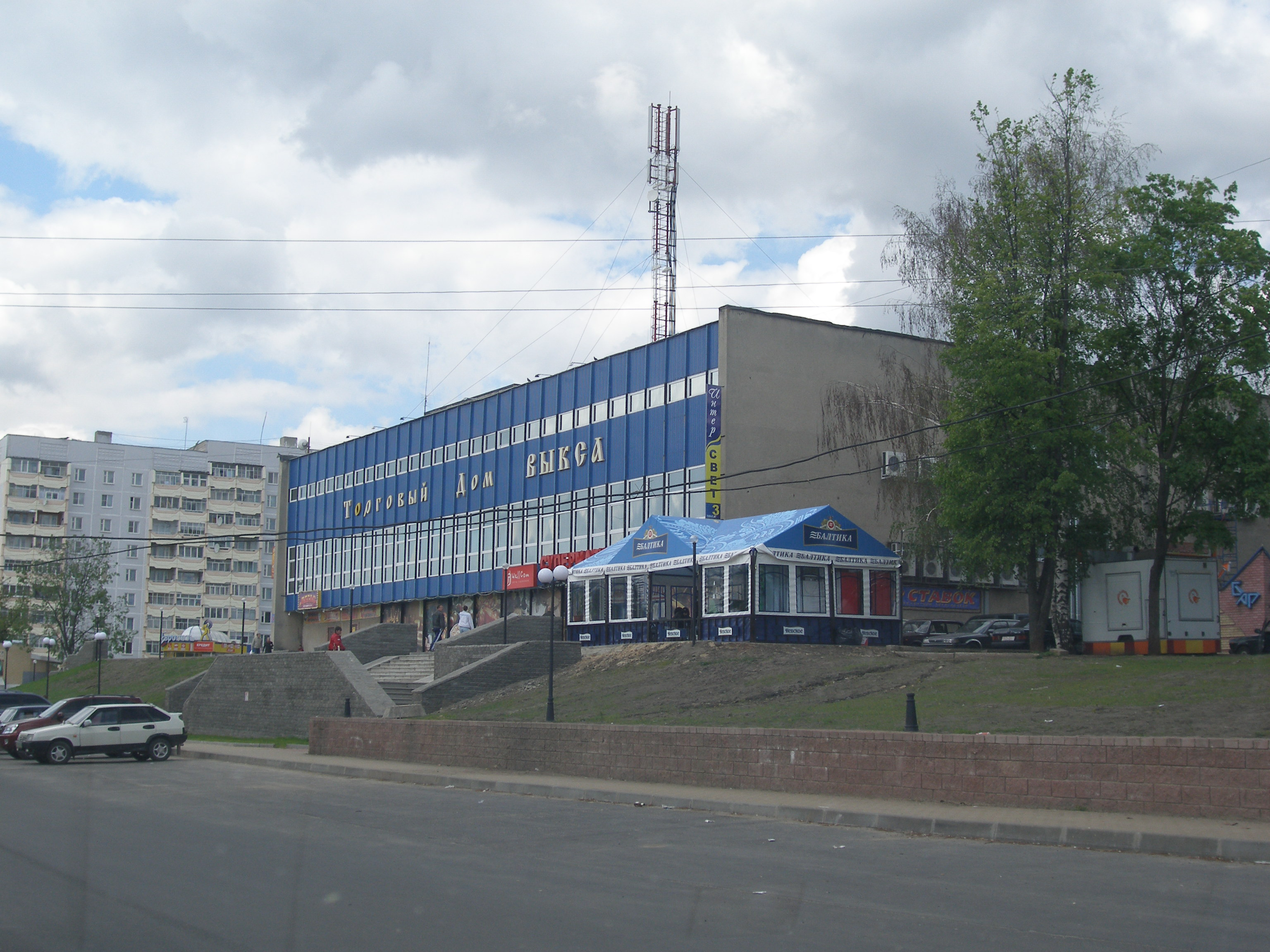
Универмаг в центре города
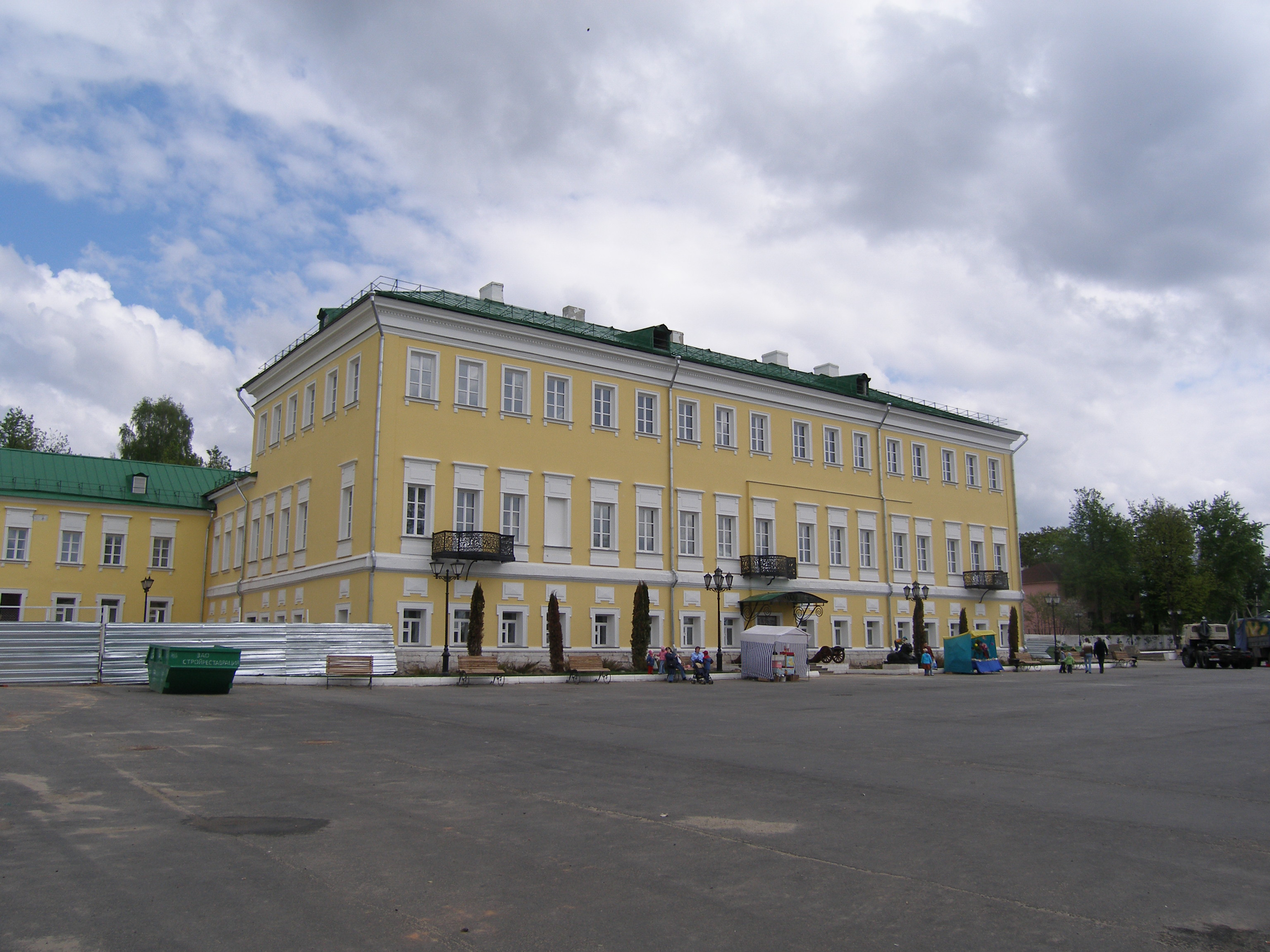
Дом Баташевых
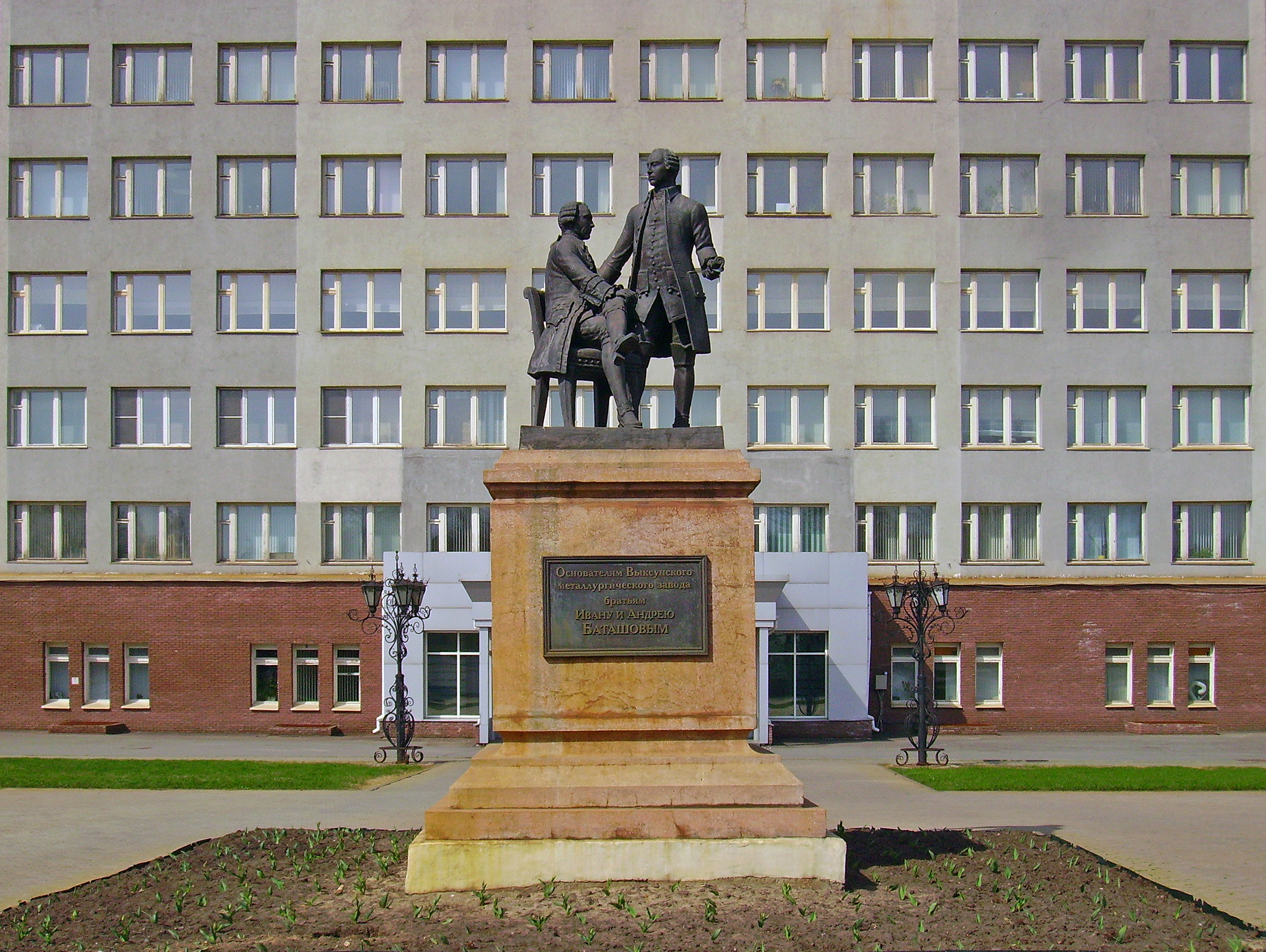
Монумент Братьям Баташевым
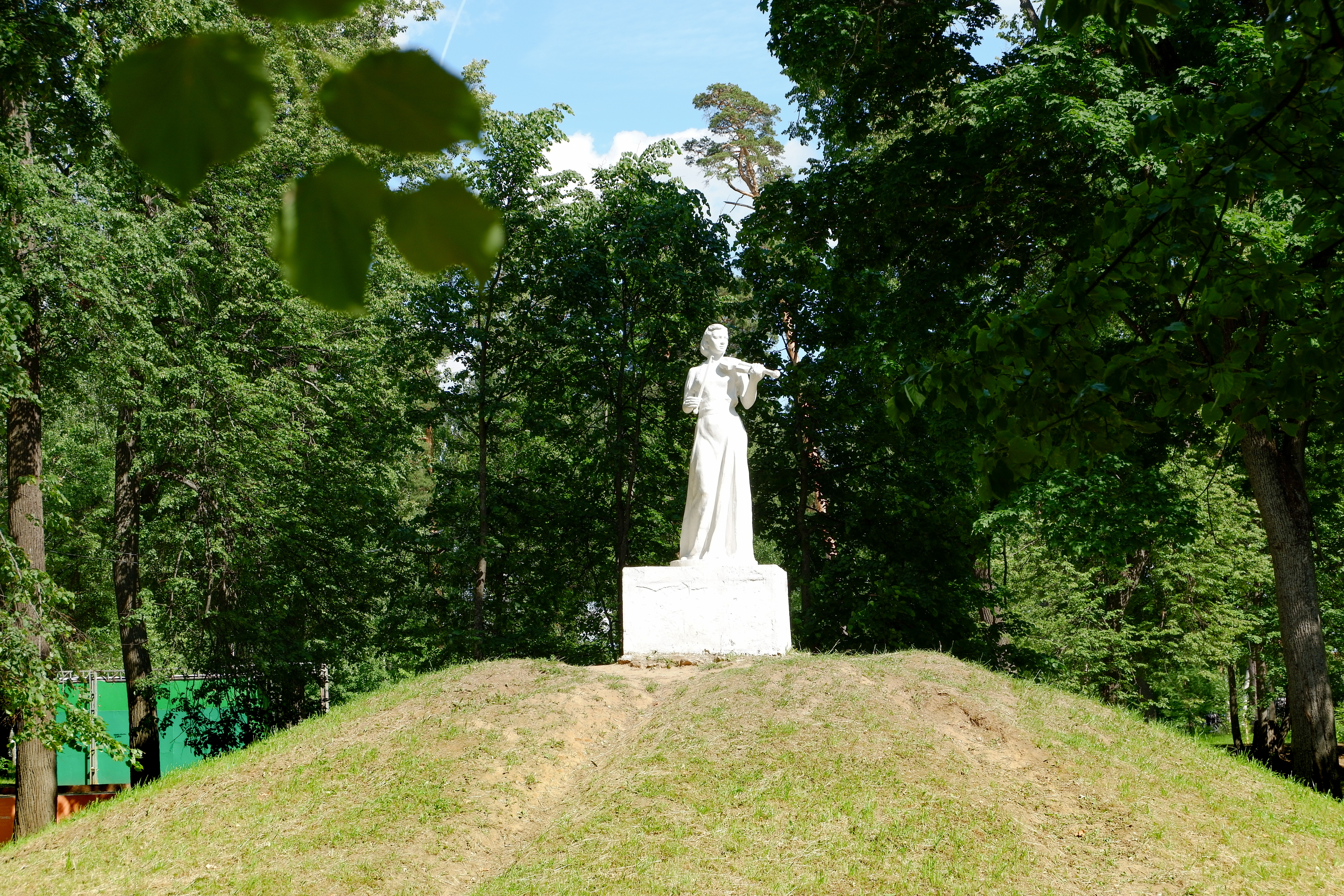
Скульптура «Vivo»
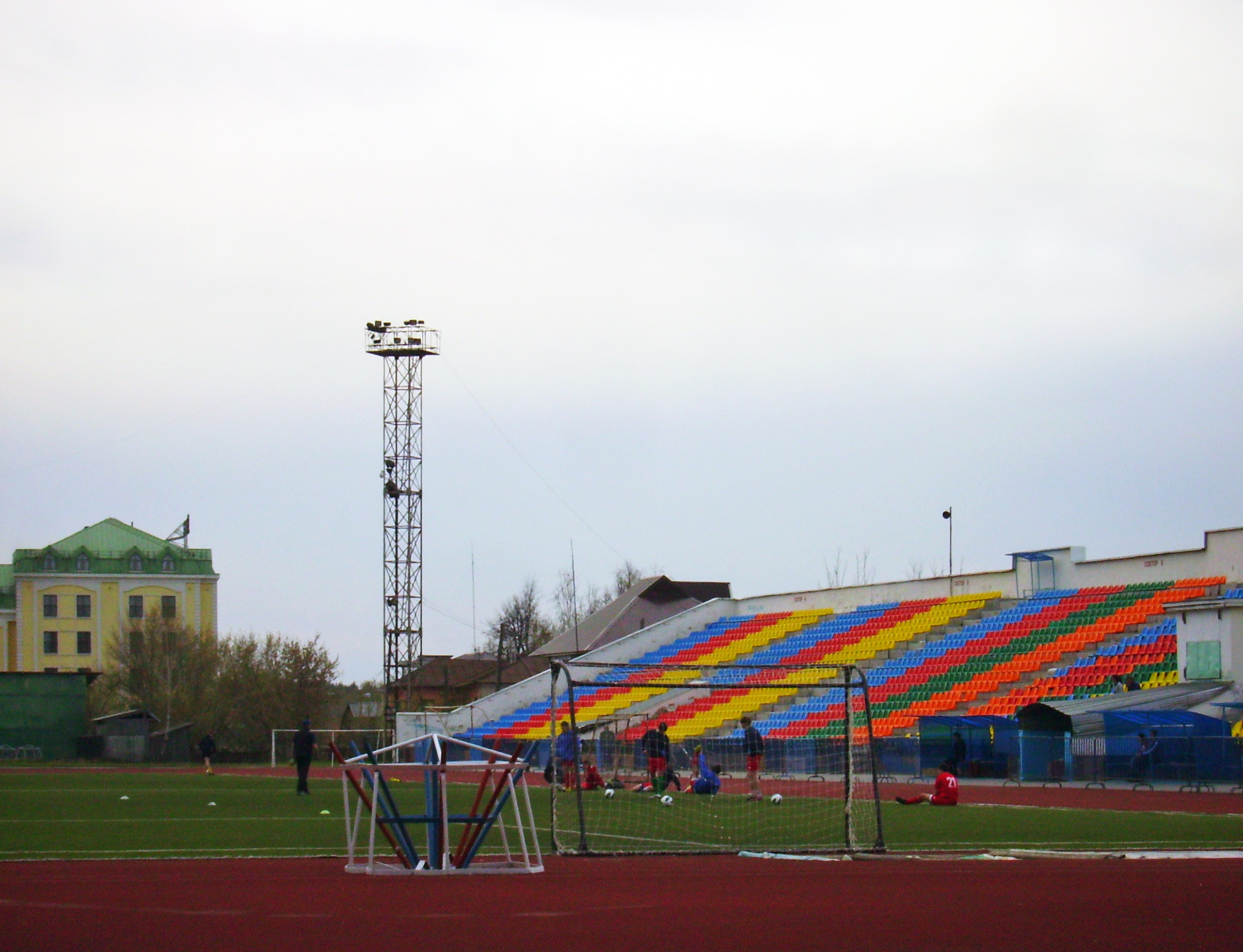
Футбольный стадион «Металлург»
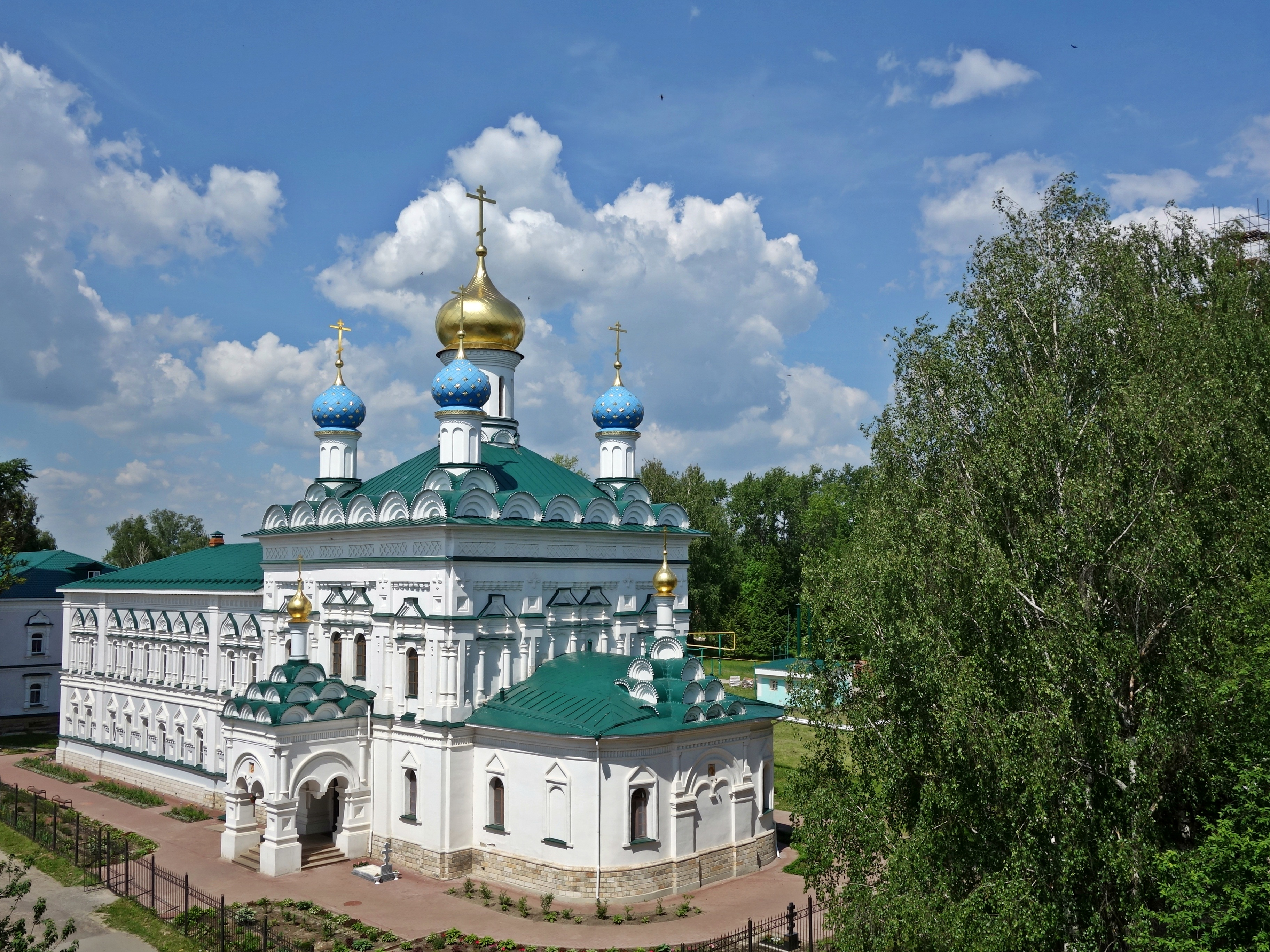
Успенская церковь
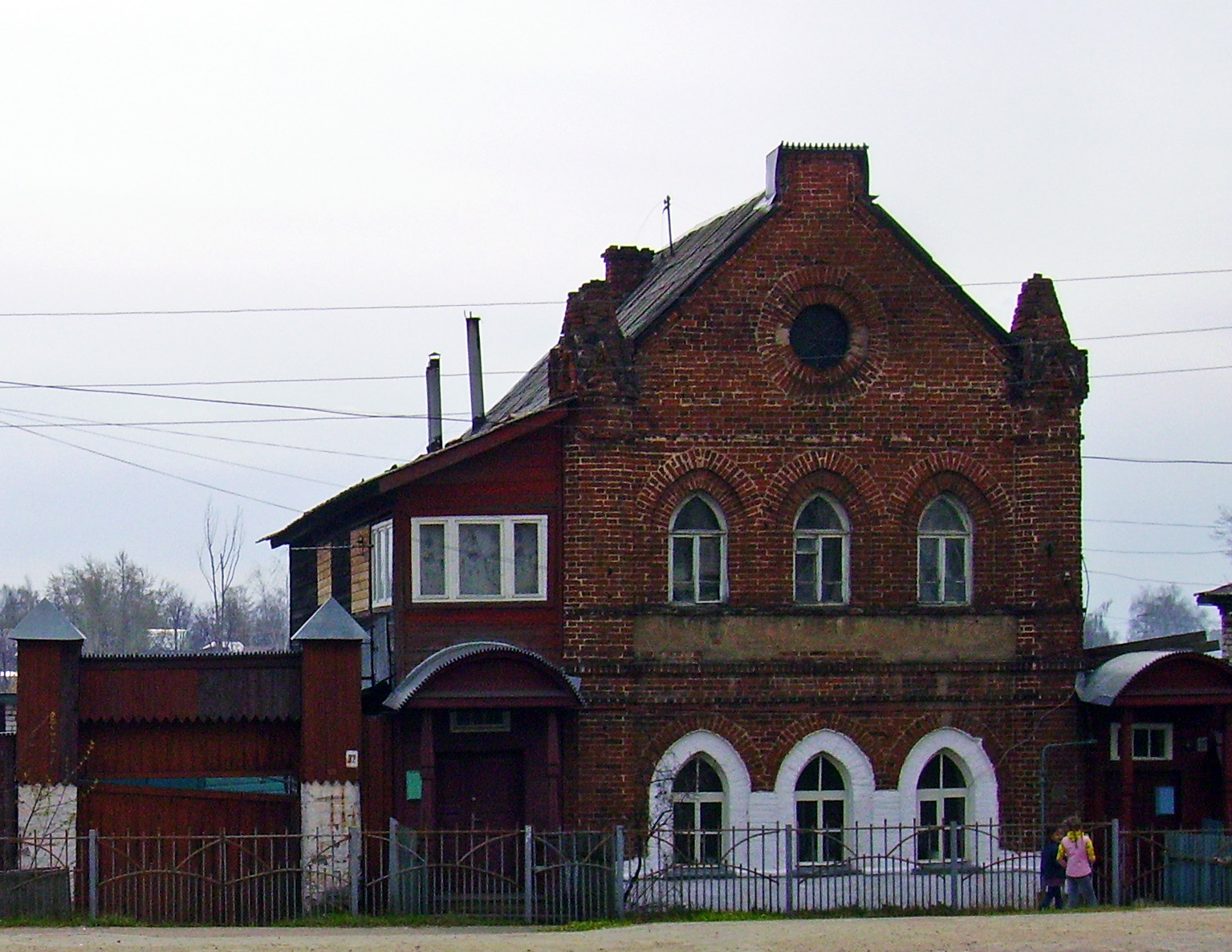
Дом Грунтовых (конец XVIII в.)
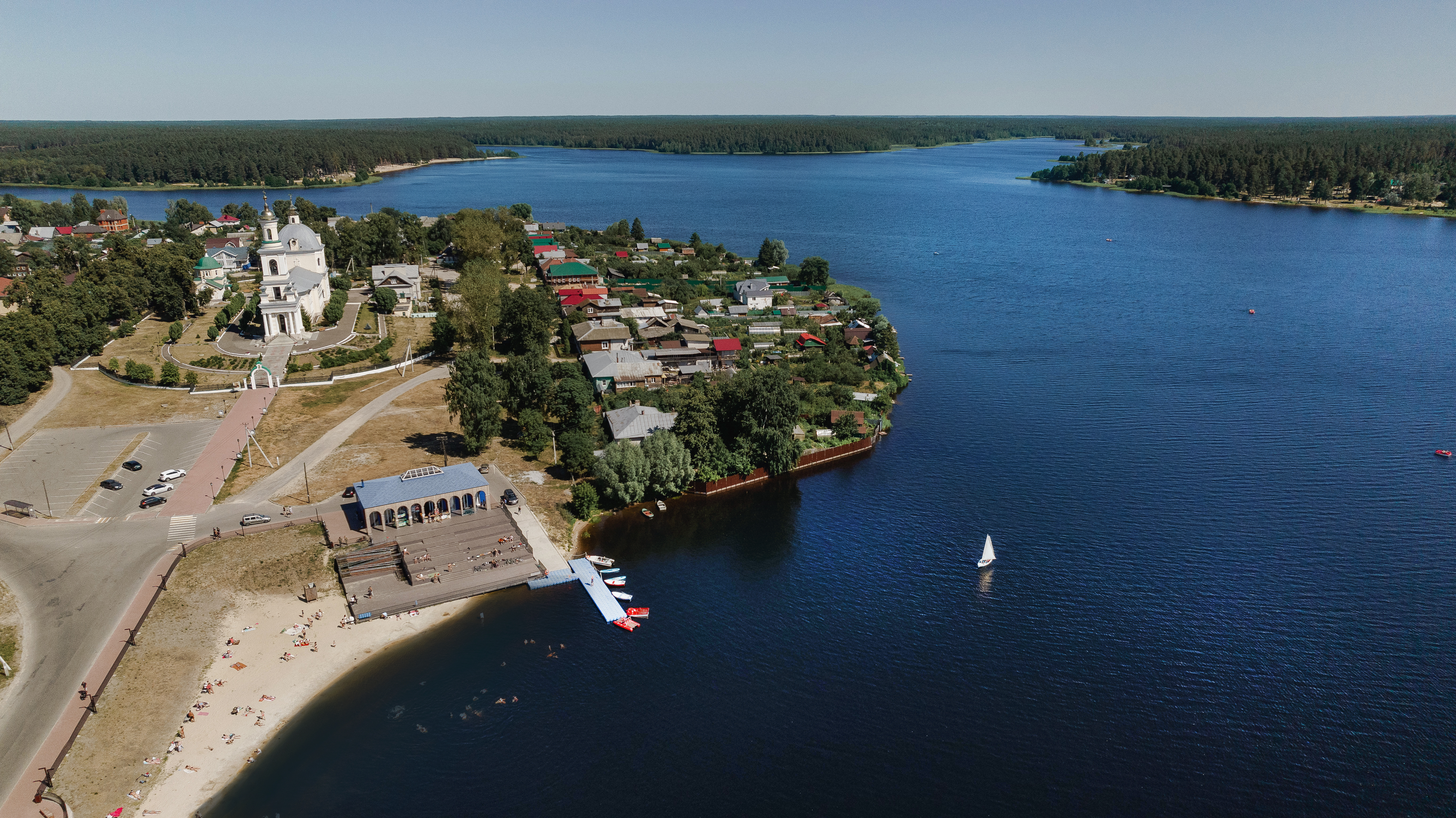
Водная станция на Верхнем пруду
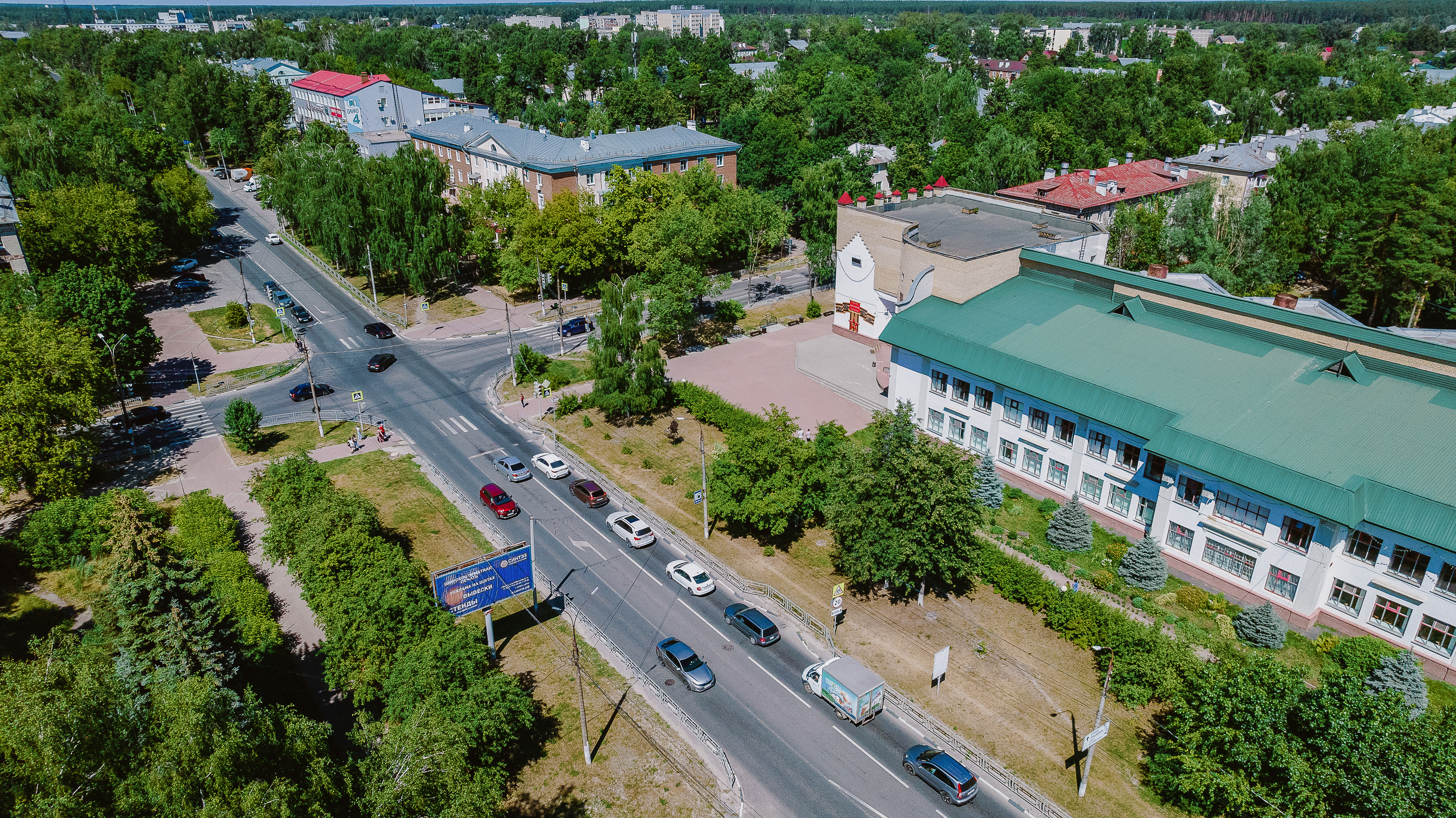
Улица Красные Зори
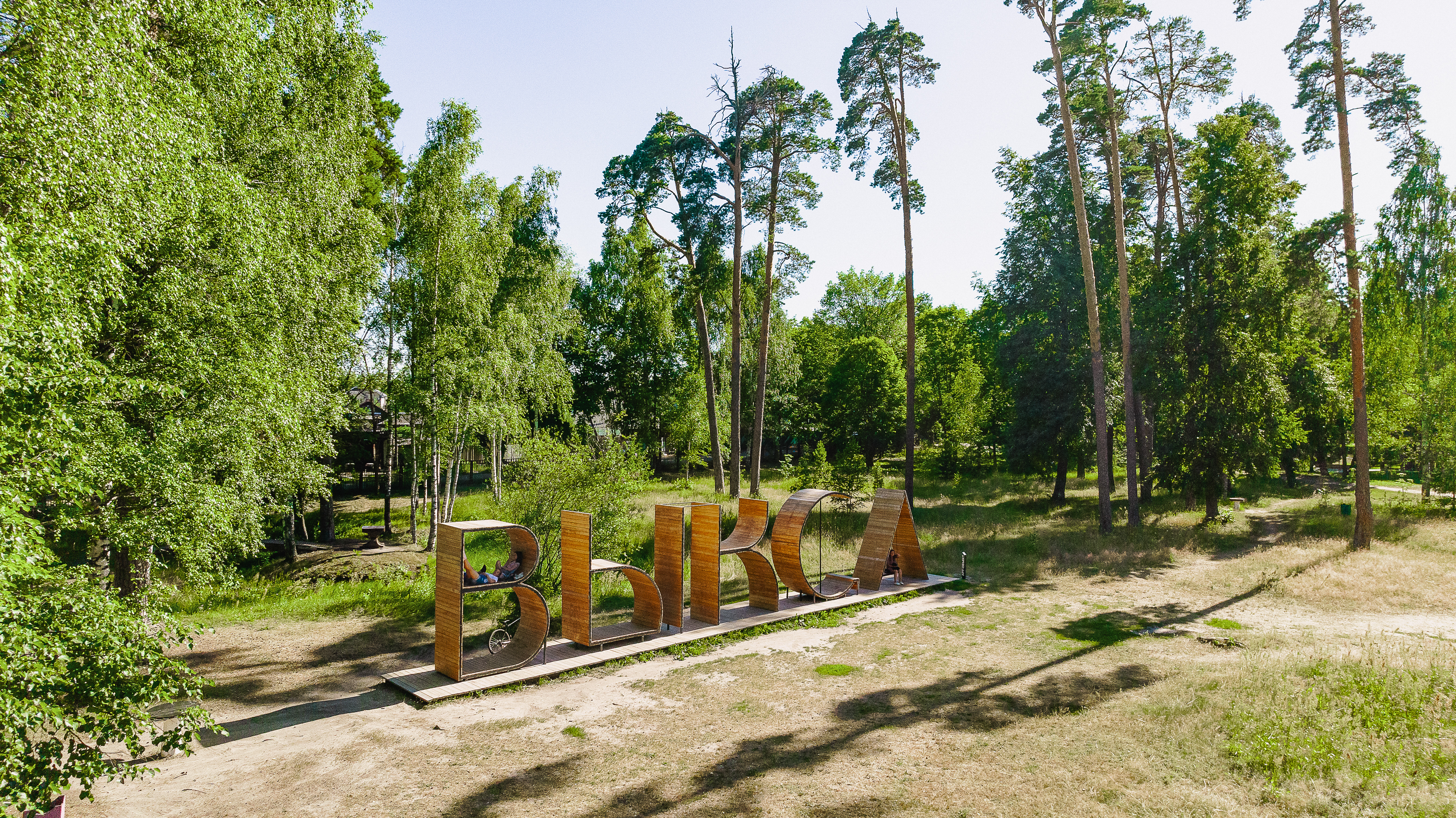
Инсталяция Выкса
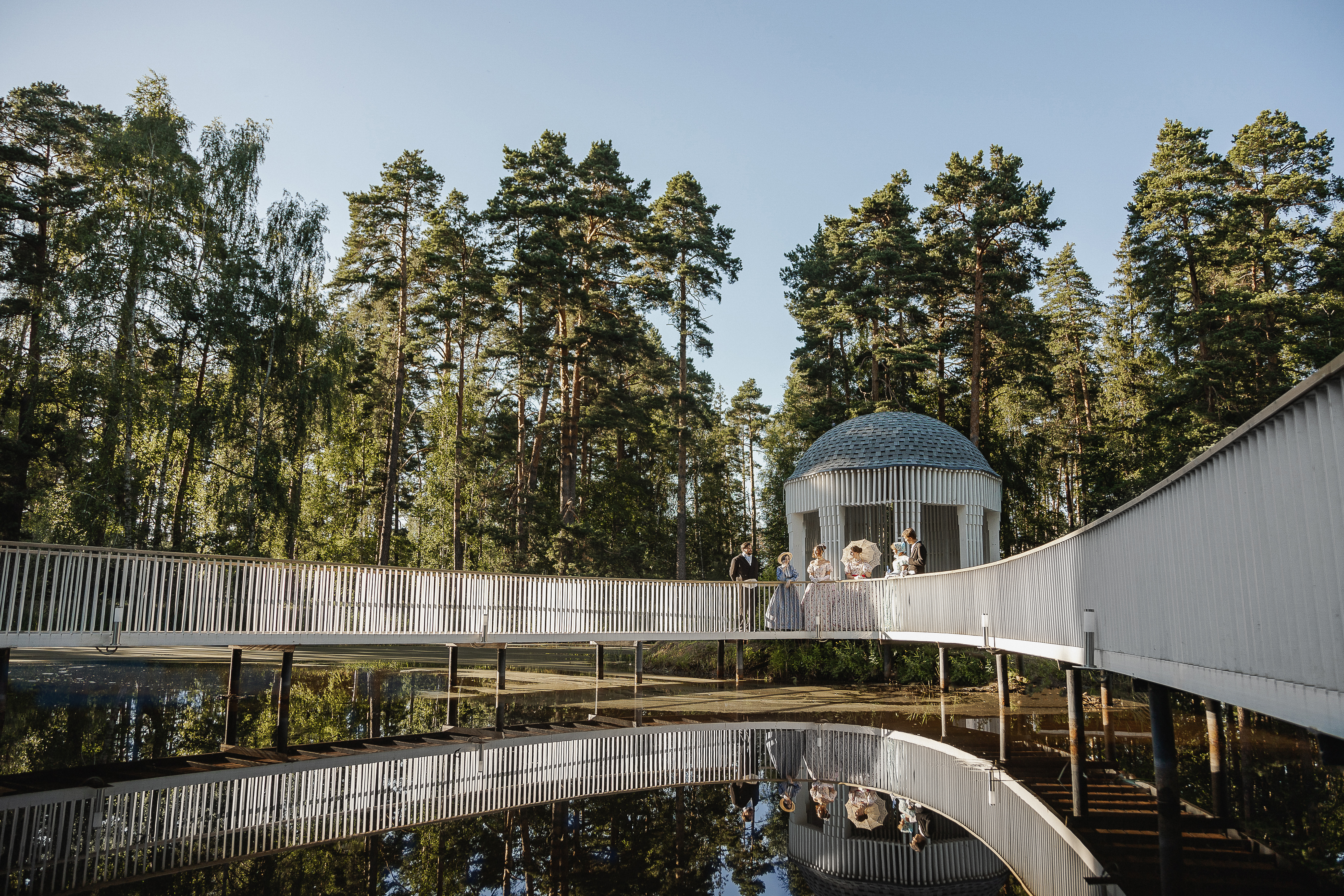
Ротонда в городском парке
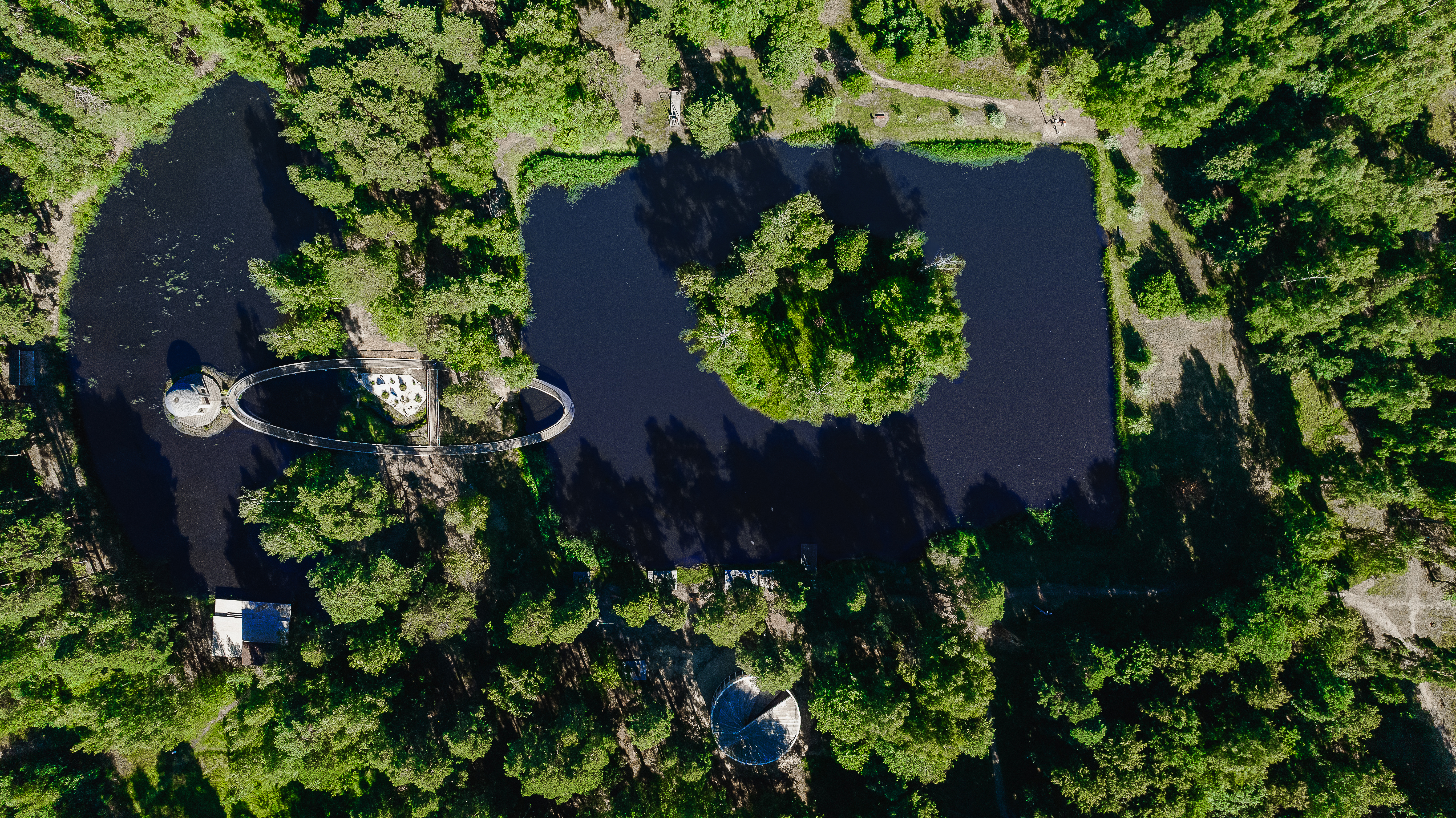
Ротонда на Лебединке